# 베를린 장벽에서 사망한 사람 목록

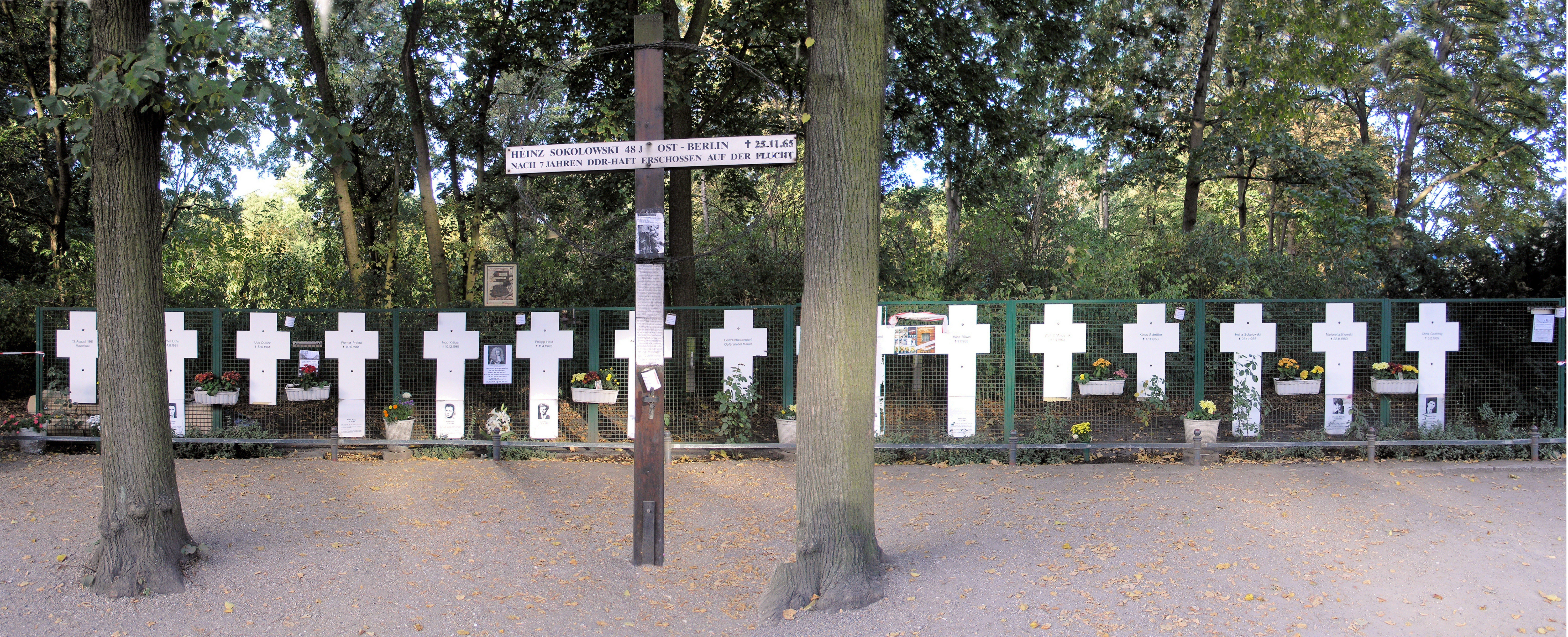
베를린 장벽에서 사망한 사람들을 기리는 수많은 기념물 중 하나

서베를린과 동베를린 사이의 장벽으로 서 있던 베를린 장벽에서 1961년 8월 13일부터 1989년 11월 9일까지 수많은 사망자가 발생했다. 1961년 베를린 장벽이 건설되기 전에는 350만 명의 동독인이 동구권 이민 제한을 우회했는데, 이들 중 다수는 동베를린에서 서베를린으로 국경을 넘어 탈출했다. 그곳에서 그들은 서독과 다른 서유럽 국가들로 여행할 수 있었다. 1961년에서 1989년 사이에 장벽은 거의 모든 이민을 막았다.
포츠담에 있는 국비 지원 현대사 연구 센터 (ZZF)는 "...최소 140명이 베를린 장벽에서 사망했거나 동독 국경 체제와 직접적으로 관련된 상황에서 사망했다"고 확인했다. 여기에는 탈출을 시도하던 사람들, 국경 수비대원, 무고한 사람들이 포함된다. 그러나 체크포인트 찰리 박물관의 연구원들은 사망자 수가 훨씬 더 많을 것으로 추정했다.

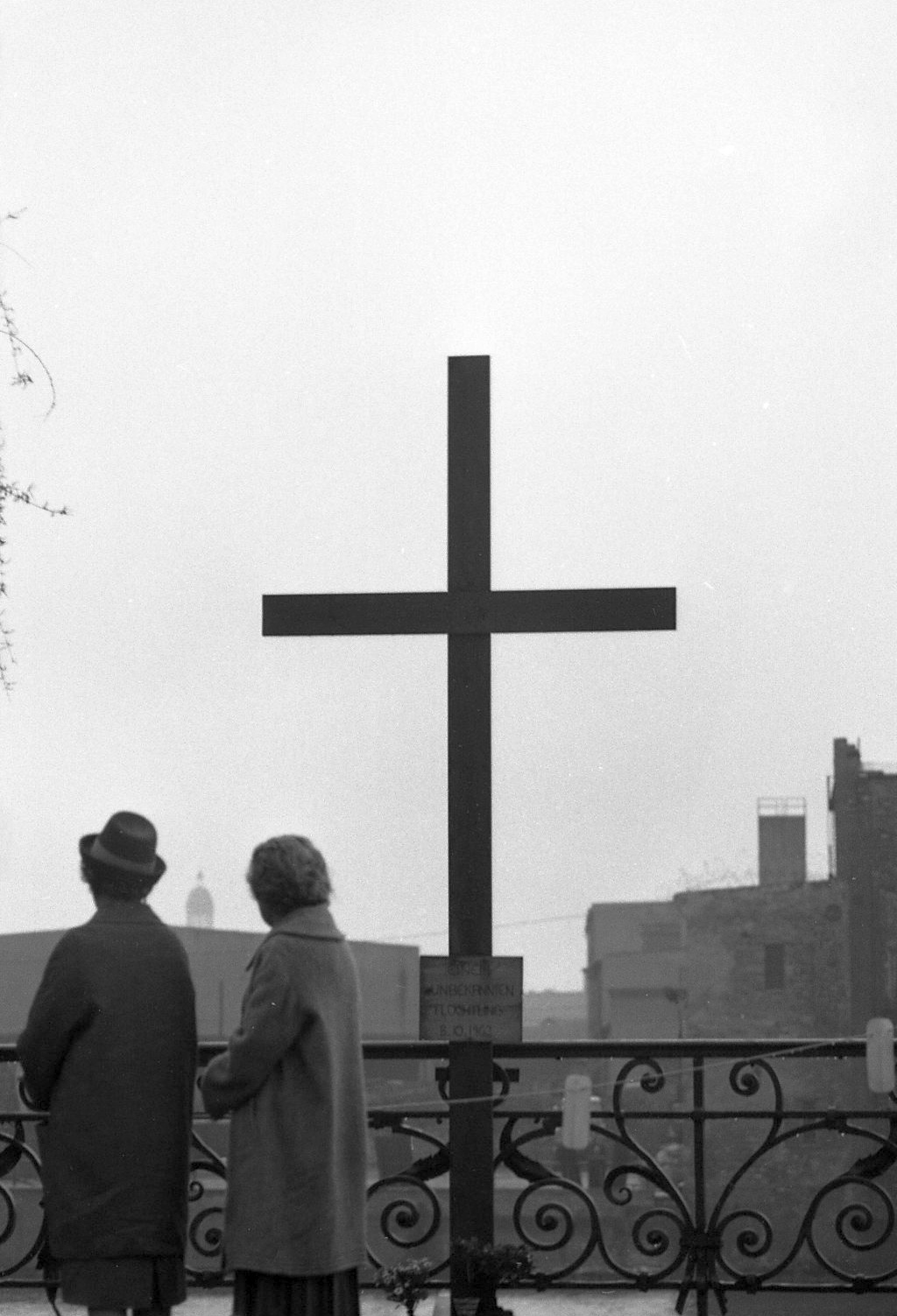
무명 난민 기념비, 베를린 1962

탈출 시도는 1세 아이부터 80세 여성까지 많은 사람들의 목숨을 앗아갔으며, 많은 사람들이 경비원들의 우발적이거나 불법적인 행동으로 사망했다. 1990년대 내내 수많은 법적 소송에서 여러 국경 수비대원과 방어 정책을 담당했던 정치 관리들은 고살 유죄 판결을 받고 집행유예를 선고받거나 베를린 장벽 사망 사건에 대한 역할로 투옥되었다.

## 배경

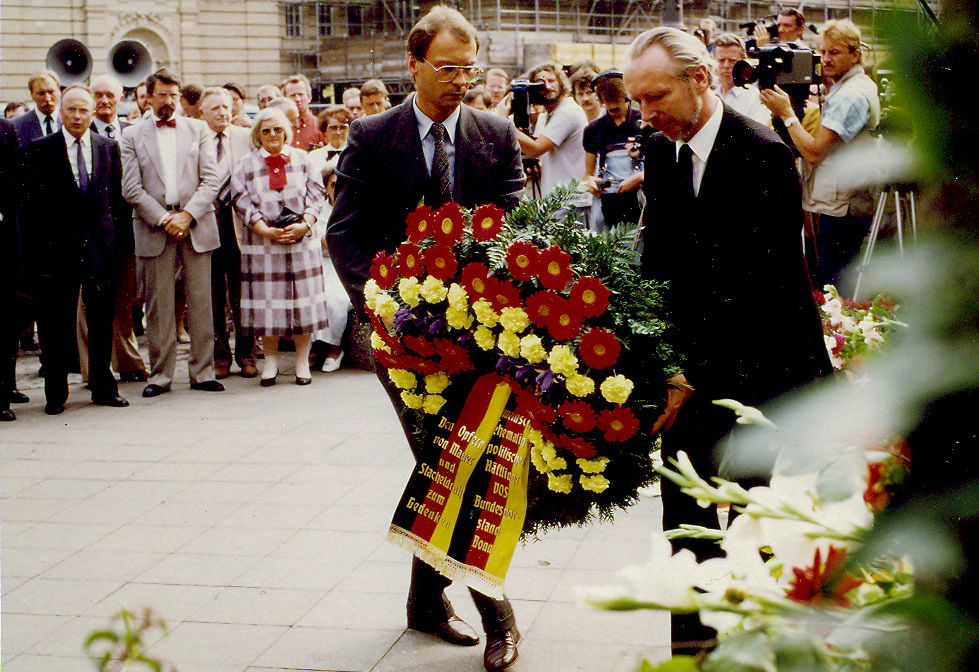
1986년 베를린 장벽 25주년 기념 헌화.

베를린 장벽은 냉전 중에 건설되었다. 동독은 서방 블록으로의 이민(공화국탈주, 번역 공화국 탈출)을 줄이려고 했다. 1961년 8월 12일에서 13일 밤 동안 동독 국가인민군, 독일 국경 경찰, 인민경찰, 노동계급 전투단이 동베를린과 서베를린 사이의 통행을 차단했다. 베를린 장벽 및 관련 시설의 건설이 시작되었다. 이민자들은 "탈주자"를 사살하라는 사살 명령을 받은 장벽을 감시하는 군인들에게 발각될 위험이 있었다. 통행 제한은 1989년 11월까지 지속되었고, 장벽 자체는 독일의 재통일의 결과로 1990년에서 1994년 사이에 철거되었다.

## 사망자 수 파악

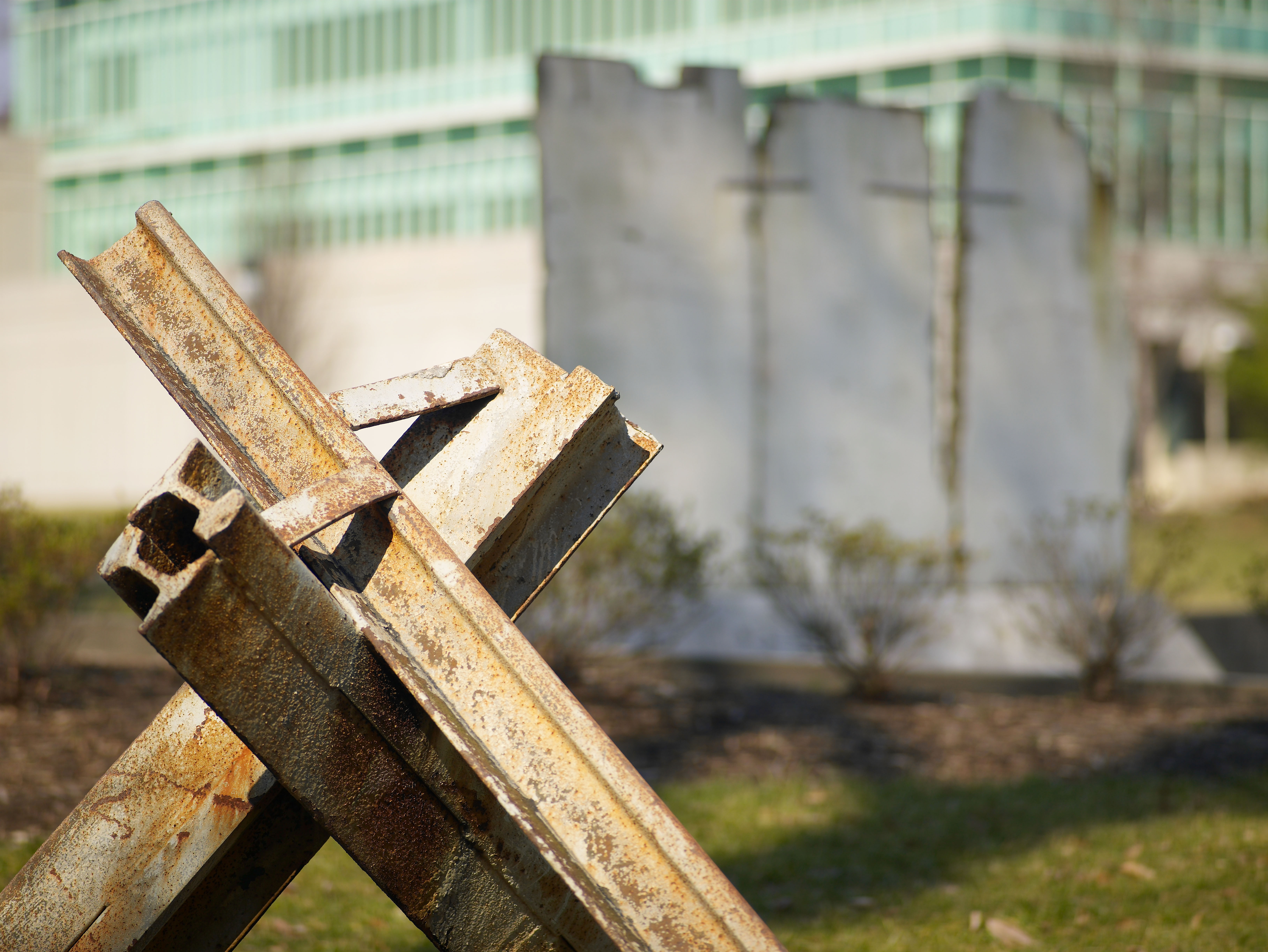
콘크리트 장벽 일부가 배경에 있는 베를린 장벽 기념물

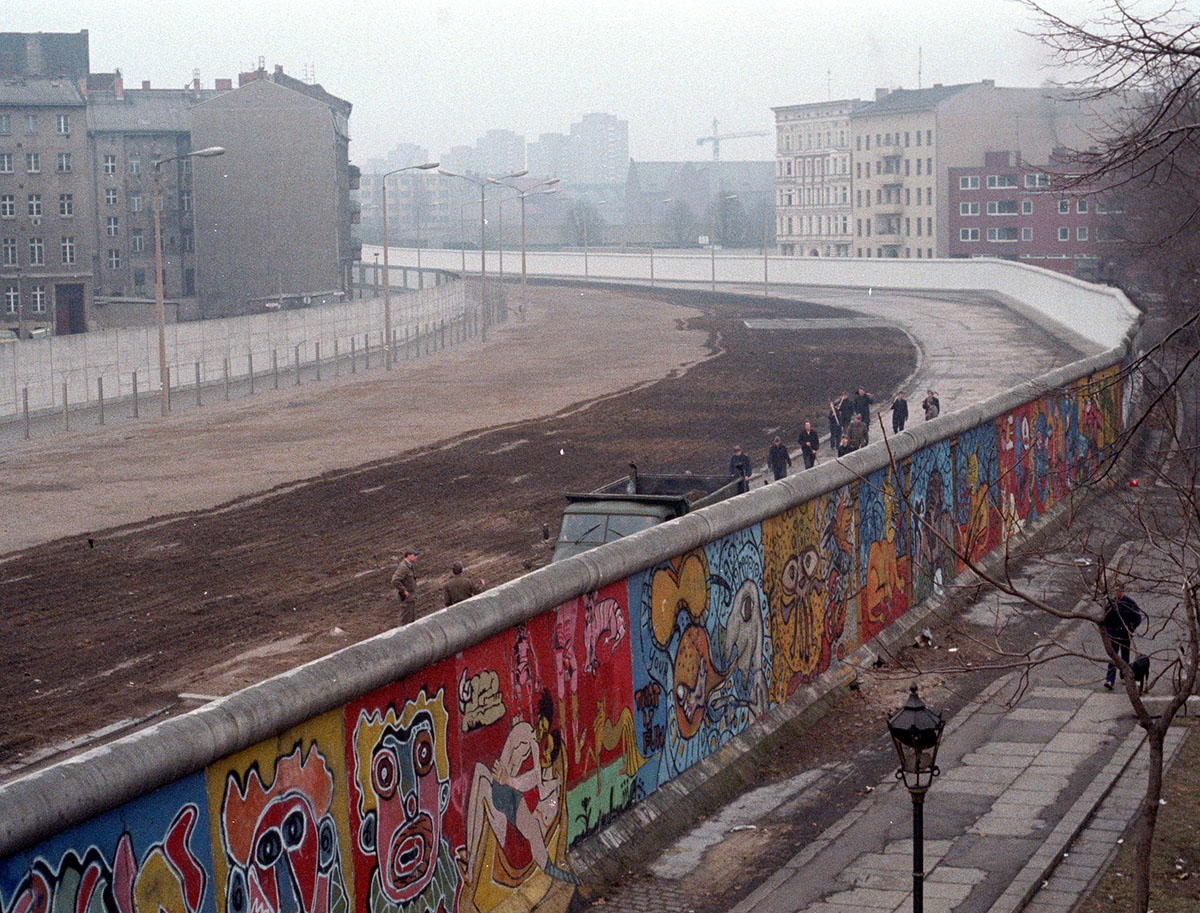
1986년 베를린 장벽의 한 구간

베를린 장벽에 직접적으로 기인한 사망자를 정확히 파악하는 것은 간단하지 않다. 동독인들은 서독 미디어 방송을 통해 장벽에서의 사망 소식을 들을 수 있었지만, 신뢰할 수 있는 정보는 동독 당국에 의해 엄격히 통제되었다. 여러 서독 기관들이 자체 기록을 보관했다. 여기에는 서베를린 경찰, 잘츠기터의 주 사법 행정 중앙 등록소(모든 국경 사망자를 추적) 및 서베를린 협회인 Arbeitsgruppe 13 August(8월 13일 작업 그룹)가 포함되었다. 서베를린 경찰의 관할권 내에서는 국가 안보부가 알려진 사건들을 등록할 책임이 있었다. 기록은 서베를린 외곽 국경에서 사망한 개인(80건), 불분명한 사건(5명의 잠재적 장벽 희생자 포함), 총에 맞아 사망한 국경 수비대원을 구분한다. 잘츠기터의 주 사법 행정 중앙 등록소는 또한 동독 내에서의 실제 또는 시도된 살인에 대한 증거를 수집하는 임무를 부여받았다. 1991년에는 78명의 희생자 이름이 담긴 "잘츠기터 보고서"를 발표했다. 그러나 등록 기관은 동독 기록 보관소에 접근할 수 없었기 때문에 데이터는 불완전한 것으로 간주되었다. 두 기관 모두 주로 서베를린에서 관찰할 수 있었거나 동독을 떠난 탈주자 또는 국경 순찰대에 의해 보고된 사건들을 나열했다.
장벽 붕괴 후, Zentrale Ermittlungsstelle für Regierungs- und Vereinigungskriminalität (ZERV)와 베를린 검찰청은 국경 살인 사건에 대한 형사 수사를 시작했다. 이들 각 기관은 사망자 수를 세는 데 다른 기준을 사용했다. 2000년에 ZERV는 잘츠기터 중앙 등록소의 데이터와 동독 기록 보관소의 조사 결과를 비교하여 서베를린 국경에서 동독 국가 기관에 의한 표적 살해 사건 총 122건을 확인했다. 이 목록은 베를린 및 노이루핀 검찰청의 예비 조사였으며, 이는 법적 처리에도 주의를 기울였다. 잘츠기터 등록소는 "범죄 행위의 의심이 정당화된" 사건을 기록한 반면, 체크포인트 찰리 박물관의 건물을 관리하고 설립자 라이너 힐데브란트의 미망인인 예술가 알렉산드라 힐데브란트가 운영하는 Arbeitsgruppe 13 August는 사고 또는 익사로 인한 사망, 국경군 및 경찰관의 자살 또는 총기 사고로 인한 사망을 포함하여 "탈출 및 국경 체제와 관련하여 사망한 모든 희생자"를 집계했다. 이로 인해 잘츠기터 등록소의 78명에 비해 훨씬 높은 235명의 사망자 수가 나왔다.
작업 그룹에 의해 "임시"로 설명되는 결과는 8월 13일 기자 회견에서 정기적으로 발표된다. 이 목록은 새로운 사례를 포함하고 오래된 사례를 폐기하면서 지속적으로 수정된다. 체크포인트 찰리 박물관은 사망자 수를 245명으로 제시하지만, 여기에는 국경 수비대원의 자살과 탈주자와의 명확한 연관성이 없더라도 물에서 발견된 시체가 포함된다. 그들은 또한 장벽에서 사망한 첫 번째 사람은 사실 자살한 동독 장교였다고 진술한다.
2005년, 베를린 장벽 기념관 (현대사 연구 센터 및 베를린 장벽 기념관 및 문서 센터)은 "1961년에서 1989년 사이에 베를린 장벽에서 사망한 개인의 수와 신원을 명확히 확립하고 역사적 및 전기적 연구를 통해 그들의 삶과 죽음을 문서화하기" 위한 연구 프로젝트를 시작했다. 이 프로젝트는 연방공민교육국, 도이칠란트라디오 및 연방 문화 미디어 위원의 자금 지원을 받았다. 그 결과는 www.chronik-der-mauer.de 웹사이트와 "Todesopfer an der Berliner Mauer"(2009)라는 제목의 책으로 출판되었다. 이 프로젝트는 희생자의 전기, 사망 원인 및 사용된 출처를 설명한다. 당시 장벽 사망자 수에 대한 신뢰할 수 있거나 공식적인 정보는 없었다. 이 프로젝트는 "탈출 시도 또는 사망과 국경 체제 사이의 시간적 및 공간적 연관성"이라는 기준을 사용하여 136명이 사망한 것을 발견했다. 모두가 즉사한 것은‍—‍아니었다(한 명은 몇 년 뒤에‍—‍사망했다). 그리고 모두가 폭력 행위로 인해 사망한 것도 아니었다. 575건의 사망을 검토한 후, 프로젝트 팀은 최소 140명이 총격으로 사망했거나 사고로 사망했거나 장벽을 넘는 데 실패한 후 자살했다는 것을 발견했다.

## 기준
각 조사 위원회는 어떤 사례를 장벽 희생자로 간주할 수 있는지에 대한 자체 기준을 가지고 있었다. ZERV 조사는 법적 책임에 중점을 두었지만, ZZF와 Arbeitsgemeinschaft 13. August는 순수한 법적 책임을 넘어선 자체 기준을 개발했다. ZZF 기준은 피해자가 탈출 시도에 대한 배경을 가지고 있거나 사망과 국경 체제 사이에 시간적 및 공간적 연관성을 가지고 있어야 한다고 요구했다. 조사된 사례에서 다섯 가지 그룹이 개발되었다.
- 장벽을 넘으려다가 동독 보안군에 의해 총에 맞아 사망하거나 치명적인 부상을 입은 도망자;
- 장벽을 넘으려다가 사망했거나, 시도가 실패하여 자살했거나, 시도 중에 치명적인 부상을 입은 도망자;
- 동독 보안군에 의해 총에 맞아 사망하거나 치명적인 부상을 입은 동독인 및 서독인;
- 동독 보안군의 행동 또는 비행으로 인해 사망했거나 치명적인 부상을 입은 동독인 및 서독인;
- 임무 중 사망하거나 치명적인 부상을 입은 동독 국경 부대원.[15]

Arbeitsgruppe 13 August가 만든 정의는 더 넓다. 여기에는 자살한 국경 수비대원과 경계 수역에서 발견된 시체를 포함하는 미제 사건도 포함된다.
그러나 모든 자연사 사례에 대한 철저한 조사는 아직 완료되지 않았다. 운송 경찰 파일의 3분의 1은 사라졌고, 1970년대의 연례 보고서 전체가 누락되었다. 국경 수비대원의 일일 기록을 분석하고 감시 구역에서의 활동을 조사하는 것이 대안이 될 수 있었겠지만, 재정 문제로 인해 실현되지 못했다. 다른 16건의 익사 사례는 장벽과 확실히 연결될 수 없었다. 동서독 및 체코슬로바키아에서 온 다른 많은 여행자들은 베를린의 검문소를 통과하기 직전, 도중 또는 직후에 사망했으며, 발표된 수치는 251명이며‍—‍대부분 심장마비로 사망했다.

## 사상자 수에 대한 논란
정확한 사상자 수는 알려져 있지 않다. 각기 다른 조사에서 '희생자'에 대한 자체 정의를 사용하여 서로 다른 숫자가 도출되어 비교하기 어렵다. 더욱이 일부 사례에서는 조사가 중단되어 잠정적인 결과만 나왔다. 또한 희생자 수에 대해 두 그룹 간에 공개적인 논쟁이 있다. 반대자는 Arbeitsgemeinschaft 13. August와 ZZF이다. 전자의 숫자는 ZZF의 한스-헤르만 헤르틀에 따르면, 국경 체제와 불분명하거나 불확실한 관련이 있는 희생자를 포함하기 때문에 더 높다. ZZF가 2006년 8월에 잠정 결과를 발표한 후, Arbeitsgemeinschaft의 알렉산드라 힐데브란트는 그들이 동독에 대한 더 긍정적인 이미지를 불러일으키기 위해 숫자를 숨기고 있다고 비난했다. 그녀는 ZZF 프로젝트가 사회민주당과 좌파 연합의 자금 지원을 받았다고 주장한다.
2008년에 Arbeitsgemeinschaft는 1961년 이후 베를린 장벽 때문에 222명이 사망했다고 주장했다. 헤르틀은 이 숫자에 생존자가 포함되어 있다는 이유로 의문을 제기했다. 2006년 기준으로 36명의 생존자가 장벽 때문에 사망한 것으로 기재되었으며, 일부 희생자는 여러 번 언급되었다. 이러한 단점 때문에 그는 이 목록을 "광범위한 의심 사례 기록"으로 평가하며 "과학적으로 검증 가능한 기준을 설정하는 데 실패했다"고 말했다. 베를린의 클라우스 보버라이트 시장은 이 논쟁에 대해 "단 한 명의 죽음도 너무 많았다"고 언급했다. 2009년에 힐데브란트는 장벽으로 인한 사망자 수를 245명으로 보고했다. 그녀의 연구에 따르면, 첫 번째 장벽 희생자는 자살한 동독 장교였으며, 이다 지크만이 아니었다. 힐데브란트는 자살한 국경 수비대원과 경계 수역에서 발견된 시체에 대한 미제 사건도 목록에 포함했다. 헤르틀과 힐데브란트 목록의 또 다른 차이점은 헤르틀이 운송 경찰의 불완전한 파일에 추가로 접근할 수 있었다는 사실로 설명할 수 있다. 따라서 그들의 기록은 국경 통제 중 자연사한 사람들에 대해 차이가 있다. 헤르틀은 그러한 사례를 총 251건으로 주장하는 반면, 힐데브란트는 38건만 집계했다.
사망자에 대한 정보는 주로 서독과 동독의 행정 및 군사 기록 보관소에서 찾을 수 있다. 그러나 국가보안부 (동독) 연방 위원이 관리했던 슈타지 기록은 완전히 접근할 수 없다. 일부 부분, 특히 후기 연도의 기록은 장관이 해체될 때 파괴되었으며, 일부는 아직 분류되지 않았다. 또한, 슈타지 기록법으로 인해 많은 기록은 익명화된 발췌본 형태로만 볼 수 있다. 2007년 개정안은 특정 조건이 충족되면 연구 프로젝트에 직접 접근을 허용한다. 동독 국경부대 기록은 국경 부대가 동독 국가인민군의 일부였기 때문에 연방군 기록 보관소에 보관되어 있다. 헤르틀에 따르면, 국경 부대, 슈타지 및 서방 당국의 기록을 평가할 때 "기록 보관 당국 및 그에 따른 각 권력 관계의 가치, 이해관계 및 제약"을 고려해야 한다. 희생자 가족은 또 다른 정보원이 될 수 있지만, 종종 허위 정보로 인해 사건 자체에 대한 질문에 거의 답변할 수 없었다.

## 최초 및 최후의 사망자
베를린이 분단 도시였을 때 베를린 장벽은 베르나우어 슈트라세를 따라 이어졌다. 이 거리는 서베를린의 프랑스 구역에 속했고, 동독 당국은 베르나우어 슈트라세로 이어지는 창문과 문을 벽돌로 막아야 한다고 선언했다. 1961년 8월 22일 이른 아침, 이다 지크만은 탈출을 시도하다 사망한 98명 중 첫 번째 희생자였다. 그녀는 48번지 4층(독일 기준으로는 3층, 3te Stock)에 살고 있었고, 침구와 소지품을 길거리로 던진 다음 아파트 창문에서 뛰어내렸다. 그녀는 보도에 떨어져 심한 부상을 입었고, 잠시 후 라자루스 병원으로 가는 도중 사망했다.
1989년 2월, 크리스 귀프로이는 동독을 탈출하려다 총에 맞아 사망한 마지막 사람이었다. 그러나 그는 탈출 중 사망한 마지막 사람은 아니었다. 1989년 3월 8일, 빈프리트 프로이덴베르크는 동독에서 서베를린으로 탈출하려다 사망한 마지막 사람이 되었다. 프로이덴베르크는 베를린 장벽 위를 열기구로 날아가려다 추락했다.

## 사망 원인 및 기간

베를린 장벽

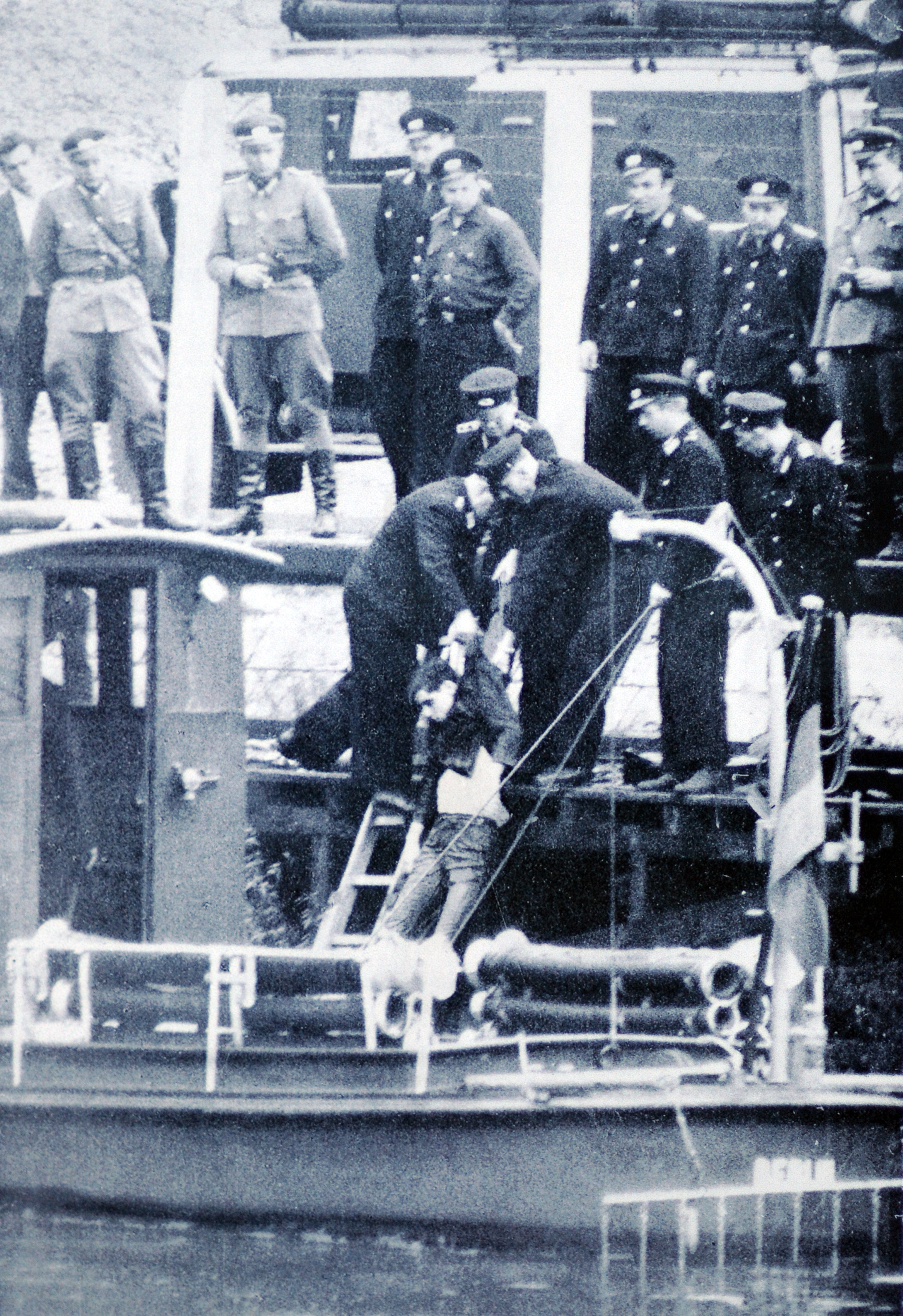
슈프레강에서 귄터 리트핀의 시신을 수습하는 동독 국경 수비대원들

베를린 장벽은 동서독 간의 훨씬 긴 양독 국경과 마찬가지로 두 가지 목적을 염두에 두고 설계되었다. 즉, 국경을 넘으려는 사람들을 방해하고, 국경 수비대원이 불법적인 국경 통과를 탐지하고 저지할 수 있도록 하는 것이었다. 최종 형태에서 156 km (97 mi) 길이의 장벽은 너비가 15 m (49 ft)에서 150 m (490 ft)에 달하는 "죽음의 지대"로 분리된 내부 및 외부 콘크리트 장벽으로 구성되었다. 이 장벽은 약 11,500명의 동독 국경부대 병력으로 경비되었으며, 이들은 총기를 포함하여 국경 침범을 막기 위해 필요한 모든 수단을 사용할 권한이 있었다. 국경 수비대에게 내려진 사격 명령, 즉 Schießbefehl은 장벽을 넘으려는 사람들은 범죄자이며, 그들을 처리하기 위해 치명적인 무력을 사용하는 것이 필요하다고 지시했다: "국경이 여성과 아이들을 동반하여 침범될 때조차도 총기 사용을 주저하지 말라. 이는 배신자들이 자주 사용해온 전술이다." 일부 경비원들은 당시 "탈출한 난민보다 죽은 난민이 낫다"는 모토가 있었다고 주장했다. 처음에는 부상당하거나 총에 맞은 난민들을 서베를린 주민들과 서방 언론이 볼 수 있도록 방치해 두었다. 페터 페흐터의 공개 사망에 대한 반응 이후, 국경 수비대원들은 모든 사상자를 서베를린의 시야에서 벗어나게 하라는 명령을 받았다. 부정적인 보도를 막으려 했던 것이다. 이 때문에 국경 수비대원들은 종종 사람들을 전체 국경 보안 시스템의 일부였던 자동차 해자에 끌어내렸다. 일부 경우에는 시신 제거가 밤이 되어서야 이루어졌다.
주된 사망 원인은 총격이었다. 140명의 사망자 중 99명(70.7%)이 총에 맞아 사망했는데, 이는 탈주자뿐만 아니라 탈출을 시도하지 않은 양측의 개인, 그리고 임무 중 사망한 동독 국경 수비대원도 포함된다. 사망자 중 101명은 국경을 넘으려던 시도자였으며, 이들 중 3명을 제외하고는 모두 동독인이었다(예외는 폴란드 시민인 프란치셰크 피에시크와 체스와프 쿠쿠치카, 그리고 소련 군인인 블라디미르 이바노비치 오딘초프였다). 이들 중 68명은 총격으로 사망했다. 다른 30명은 장벽 근처에서 총격이나 치명적인 사고로 사망했지만 국경을 넘으려던 것은 아니었다. 8명의 동독 국경군 병사는 탈주자, 탈주 도우미, 동료 병사 또는 서베를린 경찰에 의해 임무 중 사망했다. 3명은 탈출 시도에 실패한 후 자살했다.
장벽에서 목숨을 잃은 사람들의 거의 절반은 장벽이 처음 설치된 후 5년 이내에 사망했다. 이후 사망률은 감소했으며, 1976년 이후에는 특히 극적인 감소를 보였다. 장벽 희생자의 거의 86%인 120명은 1961년에서 1975년 사이에 사망했으며, 1976년에서 1989년 사이에는 19명만이 사망했다. 이러한 감소에는 여러 요인이 있다. 1970년대 중반에 이루어진 기술 개선으로 장벽은 더욱 뚫기 어려워졌으며, 장벽에 인접한 지역에 더 많은 제한이 가해져 애초에 접근하기가 더 어려워졌다. 1975년 헬싱키 협정의 서명은 국경을 합법적으로 넘을 수 있는 새로운 기회를 제공하여 이민 신청이 증가하고 이에 따라 탈출 시도가 감소했다.

## 희생자들의 위치, 인구 통계 및 동기

베를린 장벽의 위치와 1963년부터 사용된 합법적 통과 지점을 보여주는 지도

희생자의 약 3분의 2는 베를린 시내에서 살해되었는데, 이는 140명 중 93명에 해당한다. 베를린 미테와 트레프토는 사망자가 가장 많은 시내 지역이었다. 섹터 경계에서 사망한 탈주자 64명 중 거의 절반이 이 두 지역에서 목숨을 잃었다. 나머지 3분의 1은 서베를린 교외와 동독의 도시 및 마을이 교차하는 도시 외곽에서 사망했다. 대부분의 어린이들을 포함한 여러 희생자들은 슈프레 또는 하펠에서 익사했다.
사망자 대부분(탈주 희생자의 78%에 해당)은 16세에서 30세 사이의 젊은 남성이었다. 기혼 남성은 사망자의 20%를 차지했으며, 여성은 8명(6%)에 불과했다. 16세 미만 어린이 9명이 사망했으며, 94명의 희생자는 21세에서 30세 사이였다. 압도적 다수는 동베를린과 그 주변 지역 출신이었다.
그들의 탈출 동기는 시간이 지나면서 변했다. 장벽 건설 직후 몇 년 동안 탈출한 사람들은 이전에 열린 국경을 직접 경험했으며 서방에 친척이 있거나 그곳으로 여행한 경험이 있는 경우가 많았다. 이와 대조적으로 나중에 탈출한 사람들은 폐쇄된 국경에서 자랐고, 더 큰 자유를 원했으며 동독의 상황에 불만을 품었다. 그들의 탈출 시도는 종종 징병 회피, 당국의 탄압 또는 이민 요청 거부와 같은 특정 사건으로 인해 촉발되었다. 많은 탈주자들은 이전에 국가 당국과 충돌한 적이 있었고, 종종 이전의 실패한 탈출 시도와 관련된 정치적 범죄로 투옥된 적이 있었다.

## 사망자
현대사 연구 센터와 베를린 장벽 기념관 및 문서 센터는 베를린 장벽에서 사망한 136명을 확인했다. 이들은 각 사망 사건을 자세히 설명하며, 가능한 한 그 사람의 역할을 명시했다. 이는 다음과 같이 나열되어 있다.
- 탈주자 – 탈출하려는 분명한 징후를 보인 사람
- 의도 없음 – 국경을 넘으려는 명백한 의도를 보이지 않은 사람
- 경비병 – 근무 중인 국경 경비병
- 자살 – 죽임을 당할 의도로 경비병에게 접근한 사람

참고: 일부 사망은 베를린 장벽 사건 발생 후 며칠 또는 심지어 몇 년 후에 발생했으며, 희생자들은 나중에 병원에서 사망했다.
| 번호 | 이름                      | 생년월일                                                   | 사망일 | 나이       | 역할                 | 사건 상세 | 사진                         |
| ---- | ------------------------- | ---------------------------------------------------------- | --- | ---------- | -------------------- | --- | ---------------------------- |
| 1    | 이다 지크만               | 틀:Dts 오류: '1902년 8월 23일'는 유효하지 않은 날짜입니다  | 틀:Dts 오류: '1961년 8월 22일'는 유효하지 않은 날짜입니다                                                            | 58         | 탈주자               | 베르나우어 슈트라세 48번지 아파트 창문에서 뛰어내린 후 내부 출혈로 사망. | 이다 지크만 추모비           |
| 2    | 귄터 리트핀               | 틀:Dts 오류: '1937년 1월 19일'는 유효하지 않은 날짜입니다  | 틀:Dts 오류: '1961년 8월 24일'는 유효하지 않은 날짜입니다                                                            | 24         | 탈주자               | 훔볼트 항구에서 총에 맞아 사망 | 귄터 리트핀 추모비           |
| 3    | 롤란트 호프               | 틀:Dts 오류: '1934년 3월 19일'는 유효하지 않은 날짜입니다  | 틀:Dts 오류: '1961년 8월 29일'는 유효하지 않은 날짜입니다                                                            | 27         | 탈주자               | 텔토우 운하에서 총에 맞아 사망 |                              |
| 4    | 루돌프 우르반             | 틀:Dts 오류: '1914년 6월 6일'는 유효하지 않은 날짜입니다   | 틀:Dts 오류: '1961년 9월 17일'는 유효하지 않은 날짜입니다                                                            | 47         | 탈주자               | 베르나우어 슈트라세 1번지 아파트 창문에서 내려오다 떨어짐. 라자루스 병원에서 폐렴으로 사망.a |                              |
| 5    | 올가 제글러               | 틀:Dts 오류: '1881년 7월 31일'는 유효하지 않은 날짜입니다  | 틀:Dts 오류: '1961년 9월 26일'는 유효하지 않은 날짜입니다                                                            | 80         | 탈주자               | 베르나우어 슈트라세 34번지 자택에서 뛰어내려 하루 뒤 내부 출혈로 사망 | 올가 제글러 추모비           |
| 6    | 베른트 륀저               | 틀:Dts 오류: '1939년 3월 11일'는 유효하지 않은 날짜입니다  | 틀:Dts 오류: '1961년 10월 4일'는 유효하지 않은 날짜입니다                                                            | 22         | 탈주자               | 베르나우어 슈트라세 44번지 지붕에서 동독 국경 순찰대와 싸우다가 떨어짐 | 베른트 륀저 추모비           |
| 7    | 우도 뒬리크               | 틀:Dts 오류: '1936년 3월 8일'는 유효하지 않은 날짜입니다   | 틀:Dts 오류: '1961년 10월 5일'는 유효하지 않은 날짜입니다                                                            | 25         | 탈주자               | 슈프레강에서 익사 |                              |
| 8    | 베르너 프롭스트           | 틀:Dts 오류: '1936년 6월 18일'는 유효하지 않은 날짜입니다  | 틀:Dts 오류: '1961년 10월 14일'는 유효하지 않은 날짜입니다                                                           | 25         | 탈주자               | 슈프레강에서 총에 맞아 사망 |                              |
| 9    | 로타르 레만               | 틀:Dts 오류: '1942년 1월 28일'는 유효하지 않은 날짜입니다  | 틀:Dts 오류: '1961년 11월 26일'는 유효하지 않은 날짜입니다                                                           | 19         | 탈주자               | 하펠강에서 익사 |                              |
| 10   | 디터 볼파르트             | 틀:Dts 오류: '1941년 5월 27일'는 유효하지 않은 날짜입니다  | 틀:Dts 오류: '1961년 12월 9일'는 유효하지 않은 날짜입니다                                                            | 20         | 탈주자 조력자        | 다른 사람들의 탈출을 돕다가 총에 맞아 사망 | 디터 볼파르트 추모비         |
| 11   | 잉고 크뤼거               | 틀:Dts 오류: '1940년 1월 31일'는 유효하지 않은 날짜입니다  | 틀:Dts 오류: '1961년 12월 10일'는 유효하지 않은 날짜입니다                                                           | 21         | 탈주자               | 슈프레강에서 익사 – 결함 있는 다이빙 장비 |                              |
| 12   | 게오르크 펠트한           | 틀:Dts 오류: '1941년 8월 12일'는 유효하지 않은 날짜입니다  | 틀:Dts 오류: '1961년 12월 19일'는 유효하지 않은 날짜입니다                                                           | 20         | 의도 없음            | 탈영 후 슈프레강에서 익사; 시신은 1962년 3월 11일 발견됨 |                              |
| 13   | 도리트 슈밀               | 틀:Dts 오류: '1941년 4월 25일'는 유효하지 않은 날짜입니다  | 틀:Dts 오류: '1962년 2월 19일'는 유효하지 않은 날짜입니다                                                            | 20         | 탈주자               | 베를린-판코프와 베를린-라이니켄도르프 사이의 구역 경계 빌헬름스루허 담에서 총에 맞아 사망 |                              |
| 14   | 하인츠 예르차             | 틀:Dts 오류: '1934년 7월 1일'는 유효하지 않은 날짜입니다   | 틀:Dts 오류: '1962년 3월 27일'는 유효하지 않은 날짜입니다                                                            | 27         | 탈주자 조력자        | 베를린-트레프토와 베를린-노이쾰른 사이의 구역 경계 하이델베르거 슈트라세 75번지에서 총에 맞아 사망 |                              |
| 15   | 필리프 헬트               | 틀:Dts 오류: '1942년 5월 2일'는 유효하지 않은 날짜입니다   | 틀:Dts 오류: '1962년 4월'는 유효하지 않은 날짜입니다                                                                 | 19         | 탈주자               | 4월 8일 이후 슈프레강에서 익사; 시신은 4월 22일 발견됨 |                              |
| 16   | 클라우스 브루스케         | 틀:Dts 오류: '1938년 9월 14일'는 유효하지 않은 날짜입니다  | 틀:Dts 오류: '1962년 4월 18일'는 유효하지 않은 날짜입니다                                                            | 23         | 탈주자               | 트럭 충돌 후 질식사b |                              |
| 17   | 페터 뵘메                 | 틀:Dts 오류: '1942년 8월 17일'는 유효하지 않은 날짜입니다  | 틀:Dts 오류: '1962년 4월 18일'는 유효하지 않은 날짜입니다                                                            | 19         | 탈주자               | 총격전에서 총에 맞아 사망 |                              |
| 18   | 요르겐 슈미트헨           | 틀:Dts 오류: '1941년 6월 28일'는 유효하지 않은 날짜입니다  | 틀:Dts 오류: '1962년 4월 18일'는 유효하지 않은 날짜입니다                                                            | 20         | 경비병               | 포츠담-바벨스베르크와 베를린-첼렌도르프 사이의 외곽 순환선 글라이스드라이에크 그리프니츠제에서 탈주자 페터 뵘메에게 총에 맞아 사망 |                              |
| 19   | 호르스트 프랑크           | 틀:Dts 오류: '1942년 5월 7일'는 유효하지 않은 날짜입니다   | 틀:Dts 오류: '1962년 4월 29일'는 유효하지 않은 날짜입니다                                                            | 19         | 탈주자               | 베를린-판코프와 베를린-라이니켄도르프 사이의 구역 경계 "쇤홀츠" 정원 마을에서 총에 맞아 사망 |                              |
| 20   | 페터 괴링                 | 틀:Dts 오류: '1940년 12월 28일'는 유효하지 않은 날짜입니다 | 틀:Dts 오류: '1962년 5월 23일'는 유효하지 않은 날짜입니다                                                            | 21         | 경비병               | 총에 맞음; 서베를린 경찰의 오발탄 | 페터 괴링에 대한 신문 기사   |
| 21   | 루츠 하버란트             | 틀:Dts 오류: '1938년 4월 29일'는 유효하지 않은 날짜입니다  | 틀:Dts 오류: '1962년 5월 27일'는 유효하지 않은 날짜입니다                                                            | 24         | 탈주자               | 산트크루크 다리 남쪽, 샤리테 인근 알렉산더 강변의 구역 경계에서 탈출을 시도하다 총에 맞아 사망 |                              |
| 22   | 악셀 한네만               | 틀:Dts 오류: '1945년 4월 27일'는 유효하지 않은 날짜입니다  | 틀:Dts 오류: '1962년 6월 5일'는 유효하지 않은 날짜입니다                                                             | 17         | 탈주자               | 슈프레강에서 총에 맞아 사망 |                              |
| 23   | 에르나 켈름               | 틀:Dts 오류: '1908년 7월 21일'는 유효하지 않은 날짜입니다  | 틀:Dts 오류: '1962년 6월 11일'는 유효하지 않은 날짜입니다                                                            | 53         | 탈주자               | 하펠강에서 익사 |                              |
| 24   | 볼프강 글뢰데             | 틀:Dts 오류: '1949년 2월 1일'는 유효하지 않은 날짜입니다   | 틀:Dts 오류: '1962년 6월 11일'는 유효하지 않은 날짜입니다                                                            | 13         | 의도 없음            | 경비병이 AK-47을 보여주다 실수로 총에 맞아 사망 |                              |
| 25   | 라인홀트 훈               | 틀:Dts 오류: '1942년 3월 8일'는 유효하지 않은 날짜입니다   | 틀:Dts 오류: '1962년 6월 18일'는 유효하지 않은 날짜입니다                                                            | 20         | 경비병               | 탈주자들에게 총에 맞아 사망 |                              |
| 26   | 지크프리트 노프케         | 틀:Dts 오류: '1939년 12월 9일'는 유효하지 않은 날짜입니다  | 틀:Dts 오류: '1962년 6월 28일'는 유효하지 않은 날짜입니다                                                            | 22         | 탈주자               | 하인리히-하이네-슈트라세 49번지 미테와 크로이츠베르크 지구 사이의 구역 경계에서 탈출 조력자로 총에 맞아 사망. 지역 탈출 터널이 발각된 후. 동베를린 병원으로 가는 도중 사망 |                              |
| 27   | 페터 페흐터               | 틀:Dts 오류: '1944년 1월 14일'는 유효하지 않은 날짜입니다  | 틀:Dts 오류: '1962년 8월 17일'는 유효하지 않은 날짜입니다                                                            | 18         | 탈주자               | 베를린-미테, 치머슈트라세에서 탈출을 시도하다 총에 맞아 사망. 수많은 서베를린 군중 앞에서 죽음의 지대에서 출혈로 사망 | 페터 페흐터                  |
| 28   | 한스-디터 베자            | 틀:Dts 오류: '1943년 1월 10일'는 유효하지 않은 날짜입니다  | 틀:Dts 오류: '1962년 8월 23일'는 유효하지 않은 날짜입니다                                                            | 19         | 탈주자               | 게준트브룬넨 S-반 보른홀머 슈트라세 역 구역 경계에서 탈출을 시도하다 총에 맞아 사망. 땅에 쓰러져 있을 때 근거리에서 총에 맞음 |                              |
| 29   | 에른스트 문트             | 틀:Dts 오류: '1921년 12월 2일'는 유효하지 않은 날짜입니다  | 틀:Dts 오류: '1962년 9월 4일'는 유효하지 않은 날짜입니다                                                             | 40         | 탈주자               | 조피엔프리트호프, 베르나우어 에크 베르크슈트라세 구역 경계에서 탈출을 시도하다 총에 맞아 사망 |                              |
| 30   | 귄터 젤링                 | 틀:Dts 오류: '1940년 4월 28일'는 유효하지 않은 날짜입니다  | 틀:Dts 오류: '1962년 9월 30일'는 유효하지 않은 날짜입니다                                                            | 22         | 경비병               | 남서부 외곽 순환선에서 동료에게 총에 맞아 사망. 총기 오발이거나 젤링이 동독 난민으로 오인되었을 가능성 있음. |                              |
| 31   | 안톤 발처                 | 틀:Dts 오류: '1902년 4월 27일'는 유효하지 않은 날짜입니다  | 틀:Dts 오류: '1962년 10월 8일'는 유효하지 않은 날짜입니다                                                            | 60         | 탈주자               | 오버바움브뤼케 근처 슈프레강의 구역 경계에서 탈출을 시도하다 총에 맞아 사망 |                              |
| 32   | 호르스트 플리슈케         | 틀:Dts 오류: '1932년 7월 12일'는 유효하지 않은 날짜입니다  | 틀:Dts 오류: '1962년 11월 19일'는 유효하지 않은 날짜입니다                                                           | 30         | 탈주자               | 슈프레강에서 익사; 시신은 1963년 3월 10일 발견됨 |                              |
| 33   | 오트프리트 레크           | 틀:Dts 오류: '1944년 12월 14일'는 유효하지 않은 날짜입니다 | 틀:Dts 오류: '1962년 11월 27일'는 유효하지 않은 날짜입니다                                                           | 17         | 탈주자               | 탈출 시도에 실패한 후 국경 병사들의 추격을 피하다 총에 맞아 사망. 3시간 후 병원에서 사망 |                              |
| 34   | 귄터 비덴회프트           | 틀:Dts 오류: '1942년 2월 14일'는 유효하지 않은 날짜입니다  | 틀:Dts 오류: '1962년 12월 5일'는 유효하지 않은 날짜입니다                                                            | 20         | 탈주자               | 익사 |                              |
| 35   | 한스 레벨                 | 틀:Dts 오류: '1942년 12월 11일'는 유효하지 않은 날짜입니다 | 틀:Dts 오류: '1963년 1월 1일'는 유효하지 않은 날짜입니다                                                             | 20         | 탈주자               | 슈프레강에서 총에 맞아 사망 |                              |
| 36   | 호르스트 쿠처             | 틀:Dts 오류: '1931년 7월 5일'는 유효하지 않은 날짜입니다   | 틀:Dts 오류: '1963년 1월 15일'는 유효하지 않은 날짜입니다                                                            | 31         | 탈주자               | 총에 맞아 사망 |                              |
| 37   | 페터 크라이틀로우         | 틀:Dts 오류: '1943년 1월 15일'는 유효하지 않은 날짜입니다  | 틀:Dts 오류: '1963년 1월 24일'는 유효하지 않은 날짜입니다                                                            | 20         | 탈주자               | 소련군에게 총에 맞아 사망 |                              |
| 38   | 볼프-올라프 무신스키      | 틀:Dts 오류: '1947년 2월 1일'는 유효하지 않은 날짜입니다   | 틀:Dts 오류: '1963년 2월'는 유효하지 않은 날짜입니다/ 틀:Dts 오류: '1963년 3월'는 유효하지 않은 날짜입니다           | 16         | 탈주자               | 슈프레강에서 익사 |                              |
| 39   | 페터 메들러               | 틀:Dts 오류: '1943년 7월 10일'는 유효하지 않은 날짜입니다  | 틀:Dts 오류: '1963년 4월 26일'는 유효하지 않은 날짜입니다                                                            | 19         | 탈주자               | 텔토우 운하에서 총에 맞아 사망 |                              |
| 40   | 지크프리트 비데라         | 틀:Dts 오류: '1941년 2월 12일'는 유효하지 않은 날짜입니다  | 틀:Dts 오류: '1963년 9월 8일'는 유효하지 않은 날짜입니다                                                             | 22         | 경비병               | 1963년 8월 23일 금속 막대로 구타당함 |                              |
| 41   | 클라우스 슈뢰터           | 틀:Dts 오류: '1940년 2월 21일'는 유효하지 않은 날짜입니다  | 틀:Dts 오류: '1963년 11월 4일'는 유효하지 않은 날짜입니다                                                            | 23         | 탈주자               | 총에 맞은 후 슈프레강에서 익사 |                              |
| 42   | 디트마르 슐츠             | 틀:Dts 오류: '1939년 10월 21일'는 유효하지 않은 날짜입니다 | 틀:Dts 오류: '1963년 11월 25일'는 유효하지 않은 날짜입니다                                                           | 24         | 탈주자               | 열차에 치여 사망 |                              |
| 43   | 디터 베르거               | 틀:Dts 오류: '1939년 10월 27일'는 유효하지 않은 날짜입니다 | 틀:Dts 오류: '1963년 12월 13일'는 유효하지 않은 날짜입니다                                                           | 24         | 의도 없음            | 술에 취해 울타리를 넘다가 총에 맞아 사망 |                              |
| 44   | 파울 슐츠                 | 틀:Dts 오류: '1945년 10월 2일'는 유효하지 않은 날짜입니다  | 틀:Dts 오류: '1963년 12월 25일'는 유효하지 않은 날짜입니다                                                           | 18         | 탈주자               | 총에 맞아 사망 |                              |
| 45   | 발터 하인                 | 틀:Dts 오류: '1939년 1월 31일'는 유효하지 않은 날짜입니다  | 틀:Dts 오류: '1964년 2월 27일'는 유효하지 않은 날짜입니다                                                            | 25         | 탈주자               | 총에 맞아 사망 |                              |
| 46   | 아돌프 필리프             | 틀:Dts 오류: '1943년 8월 13일'는 유효하지 않은 날짜입니다  | 틀:Dts 오류: '1964년 5월 5일'는 유효하지 않은 날짜입니다                                                             | 20         | 의도 없음            | 총으로 국경 수비대원을 위협한 후 총에 맞아 사망 |                              |
| 47   | 발터 하이케               | 틀:Dts 오류: '1934년 9월 20일'는 유효하지 않은 날짜입니다  | 틀:Dts 오류: '1964년 6월 22일'는 유효하지 않은 날짜입니다                                                            | 29         | 탈주자               | 총에 맞아 사망 |                              |
| 48   | 노르베르트 볼슈트         | 틀:Dts 오류: '1943년 10월 27일'는 유효하지 않은 날짜입니다 | 틀:Dts 오류: '1964년 7월 28일'는 유효하지 않은 날짜입니다                                                            | 20         | 탈주자               | 하펠강에서 익사 |                              |
| 49   | 라이너 그나이저           | 틀:Dts 오류: '1944년 11월 10일'는 유효하지 않은 날짜입니다 | 틀:Dts 오류: '1964년 7월 28일'는 유효하지 않은 날짜입니다                                                            | 19         | 탈주자               | 하펠강에서 익사 |                              |
| 50   | 힐데가르트 트라반트       | 틀:Dts 오류: '1927년 6월 12일'는 유효하지 않은 날짜입니다  | 틀:Dts 오류: '1964년 8월 18일'는 유효하지 않은 날짜입니다                                                            | 37         | 탈주자               | 탈출 시도 실패 후 장벽에서 도망치다가 총에 맞아 사망 |                              |
| 51   | 베른하르트 미스펠호른     | 틀:Dts 오류: '1945년 11월 10일'는 유효하지 않은 날짜입니다 | 틀:Dts 오류: '1964년 8월 20일'는 유효하지 않은 날짜입니다                                                            | 18         | 탈주자               | 1964년 8월 18일 총에 맞아 사망 |                              |
| 52   | 에곤 슐츠                 | 틀:Dts 오류: '1943년 1월 4일'는 유효하지 않은 날짜입니다   | 틀:Dts 오류: '1964년 10월 5일'는 유효하지 않은 날짜입니다                                                            | 21         | 경비병               | 총격전 중 실수로 총에 맞아 사망 | 에곤 슐츠                    |
| 53   | 한스-요아힘 볼프          | 틀:Dts 오류: '1944년 8월 8일'는 유효하지 않은 날짜입니다   | 틀:Dts 오류: '1964년 11월 26일'는 유효하지 않은 날짜입니다                                                           | 20         | 탈주자               | 총에 맞아 사망 |                              |
| 54   | 요아힘 메어               | 틀:Dts 오류: '1945년 4월 3일'는 유효하지 않은 날짜입니다   | 틀:Dts 오류: '1964년 12월 3일'는 유효하지 않은 날짜입니다                                                            | 19         | 탈주자               | 총에 맞아 사망 |                              |
| 55   | 신원 미상의 남자          | 알 수 없음                                                 | 틀:Dts 오류: '1965년 1월 19일'는 유효하지 않은 날짜입니다                                                            | 알 수 없음 | 탈주자               | 슈프레강에서 익사 |                              |
| 56   | 크리스티안 부트쿠스       | 틀:Dts 오류: '1944년 2월 21일'는 유효하지 않은 날짜입니다  | 틀:Dts 오류: '1965년 3월 4일'는 유효하지 않은 날짜입니다                                                             | 21         | 탈주자               | 총에 맞아 사망 |                              |
| 57   | 울리히 크셰미엔           | 틀:Dts 오류: '1940년 9월 13일'는 유효하지 않은 날짜입니다  | 틀:Dts 오류: '1965년 3월 25일'는 유효하지 않은 날짜입니다                                                            | 24         | 서동 횡단            | 1962년에 탈출, 동베를린으로 건너가다가 슈프레강에서 익사 |                              |
| 58   | 한스-페터 하우프트만      | 틀:Dts 오류: '1939년 3월 20일'는 유효하지 않은 날짜입니다  | 틀:Dts 오류: '1965년 5월 3일'는 유효하지 않은 날짜입니다                                                             | 26         | 의도 없음            | 1965년 4월 25일 국경 수비대원과 말다툼 중 총에 맞아 사망 |                              |
| 59   | 헤르만 되블러             | 틀:Dts 오류: '1922년 10월 28일'는 유효하지 않은 날짜입니다 | 틀:Dts 오류: '1965년 6월 15일'는 유효하지 않은 날짜입니다                                                            | 42         | 의도 없음            | 텔토우 운하를 따라 배를 조종하다가 실수로 국경에 너무 가까이 다가가 총에 맞아 사망 |                              |
| 60   | 클라우스 크라첼           | 틀:Dts 오류: '1940년 3월 3일'는 유효하지 않은 날짜입니다   | 틀:Dts 오류: '1965년 8월 8일'는 유효하지 않은 날짜입니다                                                             | 25         | 탈주자               | 열차에 치여 사망 |                              |
| 61   | 클라우스 가르텐           | 틀:Dts 오류: '1941년 7월 19일'는 유효하지 않은 날짜입니다  | 틀:Dts 오류: '1965년 8월 18일'는 유효하지 않은 날짜입니다                                                            | 24         | 탈주자               | 총에 맞아 사망 |                              |
| 62   | 발터 키텔                 | 틀:Dts 오류: '1942년 5월 21일'는 유효하지 않은 날짜입니다  | 틀:Dts 오류: '1965년 10월 18일'는 유효하지 않은 날짜입니다                                                           | 23         | 탈주자               | 항복 후 총에 맞아 사망c |                              |
| 63   | 하인츠 시러스             | 틀:Dts 오류: '1936년 6월 5일'는 유효하지 않은 날짜입니다   | 틀:Dts 오류: '1965년 11월 11일'는 유효하지 않은 날짜입니다                                                           | 29         | 탈주자               | 도망쳤던 건물 4층에서 떨어짐 |                              |
| 64   | 하인츠 소콜로프스키       | 틀:Dts 오류: '1917년 12월 17일'는 유효하지 않은 날짜입니다 | 틀:Dts 오류: '1965년 11월 25일'는 유효하지 않은 날짜입니다                                                           | 47         | 탈주자               | 총에 맞아 사망 | 하인츠 소콜로프스키 추모비   |
| 65   | 에리히 퀸                 | 틀:Dts 오류: '1903년 2월 27일'는 유효하지 않은 날짜입니다  | 틀:Dts 오류: '1965년 12월 3일'는 유효하지 않은 날짜입니다                                                            | 62         | 탈주자               | 총에 맞은 후 복막염 |                              |
| 66   | 하인츠 쇠네베르거         | 틀:Dts 오류: '1938년 6월 7일'는 유효하지 않은 날짜입니다   | 틀:Dts 오류: '1965년 12월 26일'는 유효하지 않은 날짜입니다                                                           | 27         | 탈주자               | 총에 맞아 사망 |                              |
| 67   | 디터 브란데스             | 틀:Dts 오류: '1946년 10월 23일'는 유효하지 않은 날짜입니다 | 틀:Dts 오류: '1966년 1월 11일'는 유효하지 않은 날짜입니다                                                            | 19         | 탈주자               | 1965년 6월 9일 총에 맞은 후 순환 부전으로 사망 |                              |
| 68   | 빌리 블로크               | 틀:Dts 오류: '1934년 6월 5일'는 유효하지 않은 날짜입니다   | 틀:Dts 오류: '1966년 2월 7일'는 유효하지 않은 날짜입니다                                                             | 31         | 탈주자               | 총에 맞아 사망 |                              |
| 69   | 로타르 슐로이젠서         | 틀:Dts 오류: '1953년 1월 14일'는 유효하지 않은 날짜입니다  | 틀:Dts 오류: '1966년 3월 14일'는 유효하지 않은 날짜입니다                                                            | 13         | 탈주자               | 총에 맞아 사망 |                              |
| 70   | 요르크 하르트만           | 틀:Dts 오류: '1955년 10월 27일'는 유효하지 않은 날짜입니다 | 틀:Dts 오류: '1966년 3월 14일'는 유효하지 않은 날짜입니다                                                            | 10         | 탈주자               | 총에 맞아 사망 |                              |
| 71   | 빌리 마르찬               | 틀:Dts 오류: '1944년 6월 3일'는 유효하지 않은 날짜입니다   | 틀:Dts 오류: '1966년 3월 19일'는 유효하지 않은 날짜입니다                                                            | 21         | 탈주자               | 콜하젠브뤼크/슈타인슈튀켄 주변 경계에서 총격전 중 사망. | 빌리 마르찬 추모비           |
| 72   | 에베르하르트 슐츠         | 틀:Dts 오류: '1946년 3월 11일'는 유효하지 않은 날짜입니다  | 틀:Dts 오류: '1966년 3월 30일'는 유효하지 않은 날짜입니다                                                            | 20         | 탈주자               | 클라인마흐노와 쾨니히스 부스터하우젠 사이에서 탈출을 시도하다 총에 맞아 사망. 친구이자 동료 난민 디터 K.는 체포됨. |                              |
| 73   | 미하엘 콜렌더d            | 틀:Dts 오류: '1945년 2월 19일'는 유효하지 않은 날짜입니다  | 틀:Dts 오류: '1966년 4월 25일'는 유효하지 않은 날짜입니다                                                            | 21         | 탈주자               | 요하니스탈 텔토우카날의 구역 경계에서 탈영을 시도하다 NVA 병사들에게 총에 맞아 사망. 사격자들은 통일 독일에서 무죄로 선고됨. 동독 군법에 따라 탈영이 범죄였기 때문. |                              |
| 74   | 파울 슈트레츠             | 틀:Dts 오류: '1935년 2월 28일'는 유효하지 않은 날짜입니다  | 틀:Dts 오류: '1966년 4월 29일'는 유효하지 않은 날짜입니다                                                            | 31         | 의도 없음            | 베를린-슈판다우 운하에서 목욕하다 총에 맞아 사망. 저녁에 술을 마셨음. |                              |
| 75   | 에두아르트 브로블레프스키 | 틀:Dts 오류: '1933년 3월 3일'는 유효하지 않은 날짜입니다   | 틀:Dts 오류: '1966년 7월 26일'는 유효하지 않은 날짜입니다                                                            | 33         | 탈주자               | 마흘로우 외곽 순환선 리히텐라데 국경 근처 옛 S-반 댐에서 (음주 상태로) 탈출을 시도하다 총에 맞아 사망. 그는 1952년에 처음 탈출에 성공했지만, 9개월 후 동독으로 돌아왔었다. |                              |
| 76   | 하인츠 슈미트             | 틀:Dts 오류: '1919년 10월 26일'는 유효하지 않은 날짜입니다 | 틀:Dts 오류: '1966년 8월 29일'는 유효하지 않은 날짜입니다                                                            | 46         | 의도 없음            | 베를린-슈판다우 운하에서 목욕하다 총에 맞아 사망 |                              |
| 77   | 안드레아스 젠크           | 1960년                                                     | 틀:Dts 오류: '1966년 9월 13일'는 유효하지 않은 날짜입니다                                                            | 6          | 의도 없음            | 슈프레강에서 익사e |                              |
| 78   | 카를-하인츠 쿠베          | 틀:Dts 오류: '1949년 4월 10일'는 유효하지 않은 날짜입니다  | 틀:Dts 오류: '1966년 12월 16일'는 유효하지 않은 날짜입니다                                                           | 17         | 탈주자               | 텔토버 항구 근처 클라인마흐노에서 탈출을 시도하다 총에 맞아 사망. 함께 탈출하던 사람은 체포됨. | 카를-하인츠 쿠베 추모비      |
| 79   | 막스 잠란트               | 틀:Dts 오류: '1929년 3월 28일'는 유효하지 않은 날짜입니다  | 틀:Dts 오류: '1967년 1월 27일'는 유효하지 않은 날짜입니다                                                            | 37         | 탈주자               | 총에 맞아 사망. 텔토우카날의 베를린-루도우 경계에서 1967년 3월 8일 시신 발견. 에테르니트 회사 근처 카날슈트라세에 위치. |                              |
| 80   | 프란치셰크 피에시크       | 틀:Dts 오류: '1942년 11월 23일'는 유효하지 않은 날짜입니다 | 틀:Dts 오류: '1967년 10월 17일'는 유효하지 않은 날짜입니다                                                           | 24         | 탈주자 (폴란드 시민) | 익사 |                              |
| 81   | 엘케 베카이저             | 틀:Dts 오류: '1945년 10월 31일'는 유효하지 않은 날짜입니다 | 틀:Dts 오류: '1968년 2월 18일'는 유효하지 않은 날짜입니다                                                            | 22         | 탈주자               | 1968년 2월 18일 라이히스타크에서 총에 맞아 사망 |                              |
| 82   | 디터 베카이저             | 틀:Dts 오류: '1943년 2월 15일'는 유효하지 않은 날짜입니다  | 틀:Dts 오류: '1968년 2월 19일'는 유효하지 않은 날짜입니다                                                            | 25         | 탈주자               | 1968년 2월 18일 라이히스타크 건물 맞은편 크론프린첸브뤼케 근처 구역 경계에서 엘케 베카이저와 함께 탈출을 시도하다 총에 맞아 사망. 1968년 2월 19일 사망. 1962년에 첫 번째 부인과 자발적으로 동독에 입국했었다. |                              |
| 83   | 헤르베르트 멘데           | 틀:Dts 오류: '1939년 2월 9일'는 유효하지 않은 날짜입니다   | 틀:Dts 오류: '1968년 3월 10일'는 유효하지 않은 날짜입니다                                                            | 29         | 의도 없음            | 1962년 7월 7일 포츠담 경찰에 의해 글리니케 다리 근처에서 총에 맞아 사망f. 총격으로 인한 부상으로 1968년 3월 10일 사망. |                              |
| 84   | 베른트 레만               | 틀:Dts 오류: '1949년 7월 31일'는 유효하지 않은 날짜입니다  | 틀:Dts 오류: '1968년 5월 28일'는 유효하지 않은 날짜입니다                                                            | 18         | 탈주자               | 슈프레강에서 익사 |                              |
| 85   | 지크프리트 크루크         | 틀:Dts 오류: '1939년 7월 22일'는 유효하지 않은 날짜입니다  | 틀:Dts 오류: '1968년 7월 6일'는 유효하지 않은 날짜입니다                                                             | 28         | 의도 없음            | 서독에 살다가 동베를린에 합법적으로 입국. 국경 지대로 진입하여 정지 명령을 거부하다 총에 맞아 사망. |                              |
| 86   | 호르스트 쾨르너           | 틀:Dts 오류: '1947년 7월 12일'는 유효하지 않은 날짜입니다  | 틀:Dts 오류: '1968년 11월 15일'는 유효하지 않은 날짜입니다                                                           | 21         | 탈주자               | 클라인-글리니케/슐로스파크 바벨스베르크에서 총에 맞아 사망 |                              |
| 87   | 롤프 헨니거               | 틀:Dts 오류: '1941년 11월 30일'는 유효하지 않은 날짜입니다 | 틀:Dts 오류: '1968년 11월 15일'는 유효하지 않은 날짜입니다                                                           | 26         | 경비병               | 클라인-글리니케/슐로스파크 바벨스베르크에서 탈주자 호르스트 쾨르너에게 총에 맞아 사망 | 롤프 헨니거                  |
| 88   | 요하네스 랑게             | 틀:Dts 오류: '1940년 12월 17일'는 유효하지 않은 날짜입니다 | 틀:Dts 오류: '1969년 4월 9일'는 유효하지 않은 날짜입니다                                                             | 28         | 탈주자               | 아달베르트슈트라세/로이슈너담 근처에서 총에 맞아 사망 |                              |
| 89   | 클라우스-위르겐 클루게    | 틀:Dts 오류: '1948년 7월 25일'는 유효하지 않은 날짜입니다  | 틀:Dts 오류: '1969년 9월 13일'는 유효하지 않은 날짜입니다                                                            | 21         | 탈주자               | 헬무트-유스트-브뤼케 근처에서 총에 맞아 사망 |                              |
| 90   | 레오 리스                 | 틀:Dts 오류: '1924년 5월 10일'는 유효하지 않은 날짜입니다  | 틀:Dts 오류: '1969년 9월 20일'는 유효하지 않은 날짜입니다                                                            | 45         | 탈주자               | 노르트반호프 근처에서 총에 맞아 사망 |                              |
| 91   | 에크하르트 베하게         | 틀:Dts 오류: '1948년 7월 8일'는 유효하지 않은 날짜입니다   | 틀:Dts 오류: '1970년 3월 10일'는 유효하지 않은 날짜입니다                                                            | 21         | 탈주자               | 아내와 함께 동베를린에서 서베를린으로 인터플루크 항공기 납치에 실패한 후 자살.g |                              |
| 92   | 크리스텔 베하게           | 틀:Dts 오류: '1946년 12월 15일'는 유효하지 않은 날짜입니다 | 틀:Dts 오류: '1970년 3월 10일'는 유효하지 않은 날짜입니다                                                            | 23         | 탈주자               | 남편과 함께 동베를린에서 서베를린으로 인터플루크 항공기 납치에 실패한 후 자살.g |                              |
| 93   | 하인츠 뮐러               | 틀:Dts 오류: '1943년 5월 16일'는 유효하지 않은 날짜입니다  | 틀:Dts 오류: '1970년 6월 19일'는 유효하지 않은 날짜입니다                                                            | 27         | 의도 없음            | 실링 다리 근처 베를린-프리드리히스하인 구역 경계에서 서독 방면의 바리케이드에서 불명확한 이유로 체포된 후 총에 맞아 사망 |                              |
| 94   | 빌리 보른                 | 틀:Dts 오류: '1950년 7월 19일'는 유효하지 않은 날짜입니다  | 틀:Dts 오류: '1970년 7월 7일'는 유효하지 않은 날짜입니다                                                             | 19         | 탈주자               | 국경 수비대에 발각된 후 탈출 시도 중 자살 |                              |
| 95   | 프리드헬름 에를리히       | 틀:Dts 오류: '1950년 7월 11일'는 유효하지 않은 날짜입니다  | 틀:Dts 오류: '1970년 8월 2일'는 유효하지 않은 날짜입니다                                                             | 20         | 의도 없음            | 술에 취한 에를리히는 글리니케/노르트반 (오라니엔부르크 원형)의 외곽 순환선 라이프치거 슈트라세 / 슈타에르크슈트라세 근처의 구역 경계 지역에 진입하여 큰 소리로 휘파람을 불었다. 그는 경비병에게 구금되어 길거리에 엎드리게 되었다. 에를리히는 무기를 찾으려는 듯 허리 주머니에 손을 뻗으며 일어섰다고 보고되었다. 그는 병사에게 총에 맞았고, 총알은 에를리히의 왼쪽 허벅지 대동맥을 관통했다. 응급 처치는 제공되지 않았고, 에를리히는 인민 경찰 병원에서 출혈로 사망. 탈출 의도 불분명. |                              |
| 96   | 게랄트 팀                 | 틀:Dts 오류: '1928년 9월 6일'는 유효하지 않은 날짜입니다   | 틀:Dts 오류: '1970년 8월 7일'는 유효하지 않은 날짜입니다                                                             | 41         | 불분명               | 알 수 없는 이유로 서베를린에서 동베를린으로 건너가려다 노이쾰른과 트레프토 사이의 구역 경계 키프홀츠슈트라세 / 회헤 푸더슈트라세에서 총에 맞아 사망. 동베를린 병원으로 가는 도중 사망. |                              |
| 97   | 헬무트 클리엠             | 틀:Dts 오류: '1939년 6월 2일'는 유효하지 않은 날짜입니다   | 틀:Dts 오류: '1970년 11월 13일'는 유효하지 않은 날짜입니다                                                           | 31         | 의도 없음            | 페스탈로치슈트라세 근처 팔켄제, 팔켄회 지구 외곽 순환선의 국경 지대 입구에 우발적으로 접근. 오토바이로 후퇴하다 총에 맞아 사망. 동승자(형제)는 부상을 입었지만 불법 국경 통과 혐의로 기소되지 않음. |                              |
| 98   | 초크 한스-요아힘          | 틀:Dts 오류: '1940년 1월 26일'는 유효하지 않은 날짜입니다  | 틀:Dts 오류: '1970년 11월'는 유효하지 않은 날짜입니다                                                                | 30         | 탈주자               | 1970년 11월 14일에서 17일 사이에 슈프레강에서 익사 |                              |
| 99   | 크리스티안-페터 프리제    | 틀:Dts 오류: '1948년 8월 5일'는 유효하지 않은 날짜입니다   | 틀:Dts 오류: '1970년 12월 25일'는 유효하지 않은 날짜입니다                                                           | 22         | 탈주자               | 트레프토, 쾰니셰 하이데 / 담베크 지역의 구역 경계에서 탈출을 시도하다 총에 맞아 사망 |                              |
| 100  | 롤프-디터 카벨리츠        | 틀:Dts 오류: '1951년 6월 23일'는 유효하지 않은 날짜입니다  | 틀:Dts 오류: '1971년 1월 30일'는 유효하지 않은 날짜입니다                                                            | 19         | 탈주자               | 1월 7일 베르크펠데 (오라니엔부르크 원형)와 라이니켄도르프 사이의 외곽 순환선 국경 지역에 진입하다 발견되어 군인들에게 추격당함. 골반과 허벅지에 총상을 입음. 병원으로 이송되었으나 발열 및 혼수 상태로 내부 감염이 퍼지기 시작. 1월 30일 폐렴으로 사망. 탈출 의도는 있었을 가능성이 높지만, 병원 심문에서 논쟁이 있었음. |                              |
| 101  | 볼프강 호프만             | 틀:Dts 오류: '1942년 9월 1일'는 유효하지 않은 날짜입니다   | 틀:Dts 오류: '1971년 7월 15일'는 유효하지 않은 날짜입니다                                                            | 28         | 서동 횡단            | 1961년 탈출; 동베를린에 합법적 입국을 요청하다 국경 검문소에서 체포됨. 그 후 경찰서 창문에서 뛰어내림. |                              |
| 102  | 베르너 퀼                 | 틀:Dts 오류: '1949년 1월 10일'는 유효하지 않은 날짜입니다  | 틀:Dts 오류: '1971년 7월 24일'는 유효하지 않은 날짜입니다                                                            | 22         | 서동 횡단            | 친구와 함께 서베를린에서 동베를린으로 비밀리에 국경을 넘으려다가 (추정컨대 동독에 정착하기 위해) 트레프토의 브리처 알레 / 바움슐렌베크 다리 근처 구역 경계에서 총에 맞아 사망. 친구는 동독에서 체포되어 8월 30일 서독으로 추방됨. |                              |
| 103  | 디터 베일리히             | 틀:Dts 오류: '1941년 9월 5일'는 유효하지 않은 날짜입니다   | 틀:Dts 오류: '1971년 10월 2일'는 유효하지 않은 날짜입니다                                                            | 30         | 서동 횡단            | 브란덴부르크 문의 베를린-미테에서 체포된 후 창문을 통해 탈출하려다 총에 맞아 사망. |                              |
| 104  | 호르스트 쿨라크           | 틀:Dts 오류: '1948년 11월 20일'는 유효하지 않은 날짜입니다 | 틀:Dts 오류: '1972년 1월 21일'는 유효하지 않은 날짜입니다                                                            | 23         | 탈주자               | 1972년 1월 1일 리히텐라데에서 총에 맞아 사망 |                              |
| 105  | 만프레드 바일란트         | 틀:Dts 오류: '1942년 7월 12일'는 유효하지 않은 날짜입니다  | 틀:Dts 오류: '1972년 2월 14일'는 유효하지 않은 날짜입니다                                                            | 29         | 탈주자               | 총에 맞은 후 슈프레강에서 익사 |                              |
| 106  | 클라우스 슐츠             | 틀:Dts 오류: '1952년 10월 13일'는 유효하지 않은 날짜입니다 | 틀:Dts 오류: '1972년 3월 7일'는 유효하지 않은 날짜입니다                                                             | 19         | 탈주자               | 팔켄제 페스탈로치슈트라세에서 총에 맞아 사망 |                              |
| 107  | 젠가베르 카트란치         | 1964년                                                     | 틀:Dts 오류: '1972년 10월 30일'는 유효하지 않은 날짜입니다                                                           | 8          | 의도 없음            | 슈프레강에서 익사e |                              |
| 108  | 홀거 H.                   | 1971년                                                     | 틀:Dts 오류: '1973년 1월 22일'는 유효하지 않은 날짜입니다                                                            | 1          | 탈주자               | 질식사h |                              |
| 109  | 볼커 프롬만               | 틀:Dts 오류: '1944년 4월 23일'는 유효하지 않은 날짜입니다  | 틀:Dts 오류: '1973년 3월 5일'는 유효하지 않은 날짜입니다                                                             | 29         | 탈주자               | 1973년 3월 1일 기차에서 뛰어내림 |                              |
| 110  | 호르스트 아인지델         | 틀:Dts 오류: '1940년 2월 8일'는 유효하지 않은 날짜입니다   | 틀:Dts 오류: '1973년 3월 15일'는 유효하지 않은 날짜입니다                                                            | 33         | 탈주자               | 판코프 경계 지역에서 총에 맞아 사망 |                              |
| 111  | 만프레드 게르츠키         | 틀:Dts 오류: '1942년 5월 17일'는 유효하지 않은 날짜입니다  | 틀:Dts 오류: '1973년 4월 27일'는 유효하지 않은 날짜입니다                                                            | 30         | 탈주자               | 슈프레강에서 총에 맞거나 익사 |                              |
| 112  | 지크프리트 크로봇         | 1968년                                                     | 틀:Dts 오류: '1973년 5월 14일'는 유효하지 않은 날짜입니다                                                            | 5          | 의도 없음            | 슈프레강에서 익사e |                              |
| 113  | 부르크하르트 니어링       | 틀:Dts 오류: '1950년 9월 1일'는 유효하지 않은 날짜입니다   | 틀:Dts 오류: '1974년 1월 5일'는 유효하지 않은 날짜입니다                                                             | 23         | 탈주자               | 인질과 함께 체크포인트 찰리를 넘으려다 총에 맞아 사망 | 부르크하르트 니어링 추모비   |
| 114  | 체스와프 쿠쿠치카         | 틀:Dts 오류: '1935년 7월 23일'는 유효하지 않은 날짜입니다  | 틀:Dts 오류: '1974년 3월 29일'는 유효하지 않은 날짜입니다                                                            | 39         | 탈주자 (폴란드 시민) | 프리드리히슈트라세 기차역을 통해 동베를린을 탈출하려다 총에 맞아 사망. |                              |
| 115  | 요하네스 슈프렝거         | 틀:Dts 오류: '1905년 12월 3일'는 유효하지 않은 날짜입니다  | 틀:Dts 오류: '1974년 5월 10일'는 유효하지 않은 날짜입니다                                                            | 68         | 자살i                | 트레프토와 노이쾰른 사이, 혼클레프파트 근처 베를린-알트글리니케의 구역 경계 지역에 진입하다 총에 맞아 사망. 이 노년의 남성은 합법적으로 서독을 여행할 수 있었고 이미 두 번 그렇게 했기 때문에 탈출 의도는 없었을 가능성이 높다. 그는 폐암으로 건강 문제가 있었지만 정확한 진단은 몰랐다. 이 때문에 동독과 재통일 후 베를린 지방법원("마우어슈첸프로체세")에서도 자살로 추정했다. |                              |
| 116  | 주세페 사보카             | 틀:Dts 오류: '1968년 4월 22일'는 유효하지 않은 날짜입니다  | 틀:Dts 오류: '1974년 6월 15일'는 유효하지 않은 날짜입니다                                                            | 6          | 의도 없음            | 서베를린 크로이츠베르크의 슈프레강에서 익사e |                              |
| 117  | 헤르베르트 할리           | 틀:Dts 오류: '1953년 11월 24일'는 유효하지 않은 날짜입니다 | 틀:Dts 오류: '1975년 4월 3일'는 유효하지 않은 날짜입니다                                                             | 21         | 탈주자               | 베를린-미테, 치머/오토-그로테볼-슈트라세 경계에서 총에 맞아 사망. |                              |
| 118  | 체틴 메르트               | 틀:Dts 오류: '1970년 5월 11일'는 유효하지 않은 날짜입니다  | 틀:Dts 오류: '1975년 5월 11일'는 유효하지 않은 날짜입니다                                                            | 5          | 의도 없음            | 서베를린 크로이츠베르크의 슈프레강에서 익사e |                              |
| 119  | 헤르베르트 키블러         | 틀:Dts 오류: '1952년 3월 24일'는 유효하지 않은 날짜입니다  | 틀:Dts 오류: '1975년 6월 27일'는 유효하지 않은 날짜입니다                                                            | 23         | 탈주자               | 마흘로우 외곽 순환선, 리히텐라데 경계 주변, 페른슈트라세 96 서부에서 총에 맞아 사망. |                              |
| 120  | 로타르 헨니히             | 틀:Dts 오류: '1954년 6월 30일'는 유효하지 않은 날짜입니다  | 틀:Dts 오류: '1975년 11월 5일'는 유효하지 않은 날짜입니다                                                            | 21         | 의도 없음            | 국경 근처에서 집으로 뛰어가다가 총에 맞아 사망 |                              |
| 121  | 디트마르 슈비처           | 틀:Dts 오류: '1958년 2월 21일'는 유효하지 않은 날짜입니다  | 틀:Dts 오류: '1977년 2월 16일'는 유효하지 않은 날짜입니다                                                            | 18         | 탈주자               | 쇤발데, 베를리너 알레에서 총에 맞아 사망 | 디트마르 슈비처              |
| 122  | 앙리 바이제               | 틀:Dts 오류: '1954년 7월 13일'는 유효하지 않은 날짜입니다  | 틀:Dts 오류: '1977년 5월'는 유효하지 않은 날짜입니다                                                                 | 22         | 탈주자               | 슈프레강에서 익사; 시신은 1977년 7월 27일 발견됨 |                              |
| 123  | 블라디미르 오딘초프       | 1960년                                                     | 틀:Dts 오류: '1979년 2월 2일'는 유효하지 않은 날짜입니다                                                             | 18         | 탈주자 (소련군 병사) | 제부르크 (포츠담 군)와 베를린-슈판다우 사이의 외곽 순환선 제부르크 마을 길에서 총에 맞아 사망 |                              |
| 124  | 울리히 슈타인하우어       | 틀:Dts 오류: '1956년 3월 13일'는 유효하지 않은 날짜입니다  | 틀:Dts 오류: '1980년 11월 4일'는 유효하지 않은 날짜입니다                                                            | 24         | 경비병               | 쇤발데/나우엔 군에서 탈영병 동료에게 총에 맞아 사망 |                              |
| 125  | 마리에네타 이르콥스키     | 틀:Dts 오류: '1962년 8월 25일'는 유효하지 않은 날짜입니다  | 틀:Dts 오류: '1980년 11월 22일'는 유효하지 않은 날짜입니다                                                           | 18         | 탈주자               | 호헨 노이엔도르프, 인발리덴지들룽/플로라슈트라세 근처에서 총에 맞아 사망. 두 명의 동료 난민은 탈출에 성공. | 마리에네타 이르콥스키 추모비 |
| 126  | 그로한츠 페터             | 틀:Dts 오류: '1948년 9월 25일'는 유효하지 않은 날짜입니다  | 틀:Dts 오류: '1980년 12월 10일'는 유효하지 않은 날짜입니다/ 틀:Dts 오류: '1981년 2월 9일'는 유효하지 않은 날짜입니다 | 33         | 탈주자               | 프렘니츠에서 총에 맞아 사망 |                              |
| 127  | 요하네스 무숄             | 틀:Dts 오류: '1949년 5월 31일'는 유효하지 않은 날짜입니다  | 틀:Dts 오류: '1981년 3월 16일'는 유효하지 않은 날짜입니다                                                            | 31         | 서동 횡단            | 정신 이상 상태에서 서베를린에서 동베를린으로 장벽을 넘다가 총에 맞아 사망 |                              |
| 128  | 한스-위르겐 슈타로스트    | 틀:Dts 오류: '1954년 6월 24일'는 유효하지 않은 날짜입니다  | 틀:Dts 오류: '1981년 4월 16일'는 유효하지 않은 날짜입니다                                                            | 26         | 탈주자               | 텔토우-지그리츠호르스트에서 총에 맞아 사망 |                              |
| 129  | 토마스 타우프만           | 틀:Dts 오류: '1955년 7월 22일'는 유효하지 않은 날짜입니다  | 틀:Dts 오류: '1981년 12월 12일'는 유효하지 않은 날짜입니다                                                           | 26         | 탈주자               | 기차로 탈출 시도; 기차에서 뛰어내려 벽에 부딪힌 후 열차에 깔린 것으로 추정 |                              |
| 130  | 로타르 프리츠 프라이      | 틀:Dts 오류: '1955년 2월 8일'는 유효하지 않은 날짜입니다   | 틀:Dts 오류: '1982년 6월 6일'는 유효하지 않은 날짜입니다                                                             | 27         | 의도 없음            | 서베를린에서 온 그는 밤에 국경의 혼란스러운 지형을 돌아다니다 총에 맞아 사망 |                              |
| 131  | 실비오 프록스치           | 틀:Dts 오류: '1962년 3월 3일'는 유효하지 않은 날짜입니다   | 틀:Dts 오류: '1983년 12월 25일'는 유효하지 않은 날짜입니다                                                           | 21         | 탈주자               | 판코프 암 뷔르거파크의 레온하르트-프랑크-슈트라세 근처 구역 경계에서 상당한 알코올 영향 하에 즉흥적인 탈출 시도 중 총에 맞아 사망 |                              |
| 132  | 미하엘 슈미트             | 틀:Dts 오류: '1964년 10월 20일'는 유효하지 않은 날짜입니다 | 틀:Dts 오류: '1984년 12월 1일'는 유효하지 않은 날짜입니다                                                            | 20         | 탈주자               | 판코프/볼랑크슈트라세에서 총에 맞아 사망 |                              |
| 133  | 라이너 리베케             | 틀:Dts 오류: '1951년 9월 11일'는 유효하지 않은 날짜입니다  | 틀:Dts 오류: '1986년 9월 3일'는 유효하지 않은 날짜입니다                                                             | 34         | 탈주자               | 자크로버 호수에서 익사 |                              |
| 134  | 만프레드 메더             | 틀:Dts 오류: '1948년 8월 23일'는 유효하지 않은 날짜입니다  | 틀:Dts 오류: '1986년 11월 21일'는 유효하지 않은 날짜입니다                                                           | 38         | 탈주자               | 트레프토에서 르네 그로스와 함께 총에 맞아 사망 |                              |
| 135  | 르네 그로스               | 틀:Dts 오류: '1964년 5월 1일'는 유효하지 않은 날짜입니다   | 틀:Dts 오류: '1986년 11월 21일'는 유효하지 않은 날짜입니다                                                           | 22         | 탈주자               | 트레프토에서 만프레드 메더와 함께 총에 맞아 사망 |                              |
| 136  | 미하엘 비트너             | 틀:Dts 오류: '1961년 8월 31일'는 유효하지 않은 날짜입니다  | 틀:Dts 오류: '1986년 11월 24일'는 유효하지 않은 날짜입니다                                                           | 25         | 탈주자               | 글리니케/노르트반에서 총에 맞아 사망 |                              |
| 137  | 루츠 슈미트               | 틀:Dts 오류: '1962년 7월 8일'는 유효하지 않은 날짜입니다   | 틀:Dts 오류: '1987년 2월 12일'는 유효하지 않은 날짜입니다                                                            | 24         | 탈주자               | 트레프토에서 총에 맞아 사망 |                              |
| 138  | 잉골프 디데리히스         | 틀:Dts 오류: '1964년 4월 13일'는 유효하지 않은 날짜입니다  | 틀:Dts 오류: '1989년 1월 13일'는 유효하지 않은 날짜입니다                                                            | 24         | 탈주자               | 뵈제브뤼케/국경 검문소 보른홀머 슈트라세에서 기차에서 뛰어내림 |                              |
| 139  | 크리스 귀프로이           | 틀:Dts 오류: '1968년 6월 21일'는 유효하지 않은 날짜입니다  | 틀:Dts 오류: '1989년 2월 5일'는 유효하지 않은 날짜입니다                                                             | 20         | 탈주자               | 브리츠에서 총에 맞아 사망 | 크리스 귀프로이 추모비       |
| 140  | 빈프리트 프로이덴베르크   | 틀:Dts 오류: '1956년 8월 29일'는 유효하지 않은 날짜입니다  | 틀:Dts 오류: '1989년 3월 8일'는 유효하지 않은 날짜입니다                                                             | 32         | 탈주자               | 열기구 추락 |                              |

## 추모
독일 통일 전후로 희생자들에 대한 추모가 이루어졌다. 다양한 기념 장소와 추모 행사가 있다. 또한 사망자들의 이름을 딴 거리와 광장도 있다.

### 추모지

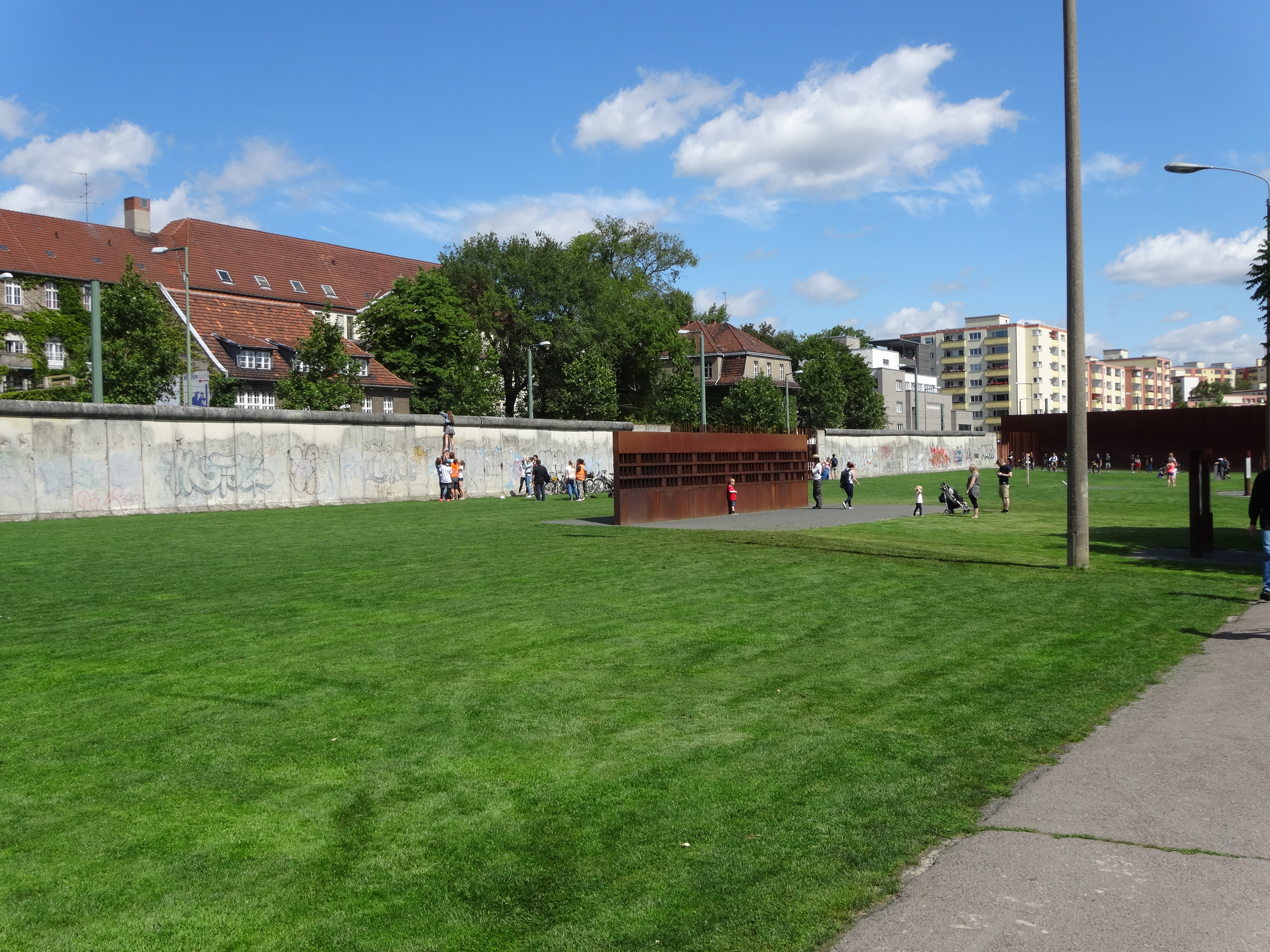
베르나우어 거리와 베르크슈트라세 모퉁이에 있는 장벽 유적(2015년), 베를린 장벽 기념관의 일부로 동쪽에서 본 모습. 풀이 덮인 곳은 "죽음의 지대"였던 곳이다. 사진 중앙의 녹슨 기념물에는 희생자들의 이름과 사진이 전시되어 있다. 배경의 회색 건물도 기념관의 일부이다.

희생자들을 추모하기 위해 베를린 자치구, 베를린 하원 또는 연방 정부의 명령으로 개인 단체와 공공 기관이 자금을 지원하여 베를린의 여러 장소에 수많은 기념물이 세워졌다. 가장 오래된 기념물은 장벽이 아직 서 있던 시절로 거슬러 올라간다. 여기에는 기념비, 십자가, 기념석 등이 포함되며, 외국 정치인들이 국빈 방문 시 방문하기도 했다. 국경 시설과 함께 장벽이 무너질 때 철거된 일부 기념물도 있었다. 특히 국경 수비대원 사망자 기념물이 이에 해당한다. 장벽 건설 10주년까지, 베를린 시민 협회("Berliner Bürger-Verein")는 희생자 한 명당 사건 현장에 흰색 나무 십자가를 세웠다. 이들은 서베를린 상원의 지원을 받았다. 1971년 8월 13일, 라이히스타크 건물 동쪽에 Weiße Kreuze("하얀 십자가") 기념물이 개장되었다.
장벽 앞 울타리에는 이름과 사망 날짜가 적힌 기념 십자가가 있었다. 그러나 정부가 베를린으로 이전하면서 하얀 십자가는 1995년에 라이히스타크 동쪽에서 이전해야 했다. 새로운 위치는 건물 서쪽 티어가르텐 울타리이다. 2003년에 볼프강 티어제는 얀 베베르크가 디자인한 새로운 기념물을 라이히스타그 우퍼에 있는 것과 같은 이름으로 공개했다. 양면에 글이 새겨진 7개의 십자가에는 13명의 사망자 이름이 새겨져 있다. 시민 협회의 또 다른 기념물은 베르나우어 슈트라세에 있었다. 다른 희생자들은 사망 장소 근처의 인도 및 기타 설치물에 새겨진 기념 명판을 통해 추모된다. 2004년 10월, 8월 13일 작업 그룹은 체크포인트 찰리에 자유 기념물을 건설했다. 이 기념물은 1067개의 십자가로 베를린 장벽과 내독 국경의 희생자들을 추모한다. 이 기념물은 약 반년 후 토지 소유주가 작업 그룹과의 임대 계약을 해지하여 철거되어야 했다.
다른 예술가들의 도움을 받아 행위 예술가 벤 바긴은 슈프레강 동쪽, 라이히스타크 맞은편의 옛 죽음의 지대에 나무 의회를 설립했다. 장벽 희생자 258명의 이름이 화강암 판에 새겨져 있다. "미상의 남자" 또는 "미상의 여자"로 기재된 일부는 사망 날짜만으로 식별된다. 1990년에 만들어진 이 컬렉션에는 나중에 장벽 희생자로 간주되지 않은 사람들도 포함되어 있다. 검은색과 흰색으로 칠해진 장벽 조각들이 배경에 서 있다. 이 기념물은 마리-엘리자베트-뤼더스-하우스 건설을 위해 축소되어야 했다. 2005년에 연방의회 건물 지하에 추가 기념물이 개장되었다. 그들은 이전 나무 의회의 장벽 조각을 사용했다. 1998년, 독일 연방 공화국과 베를린 주는 베르나우어 슈트라세에 베를린 장벽 기념관을 설립하고 이를 국립 기념관으로 선포했다. 이 기념관은 콜호프 & 콜호프 건축가들이 작성한 초안을 바탕으로 한다. 나중에 확장되어 현재는 베를린 장벽 문서 센터, 방문 센터, 화해 예배당, 베를린 장벽 부지에서 목숨을 잃은 사람들의 초상화가 있는 추모의 창, 그리고 양쪽 끝에 강철 벽으로 둘러싸인 옛 국경 시설의 60미터 구간을 포함한다.
북쪽 벽에는 "1961년 8월 13일부터 1989년 11월 9일까지 도시 분단의 기억과 공산주의 폭력 통치 희생자들을 추모하며"라는 문구가 새겨져 있다. 베를린 장벽 건설 50주년을 기념하여 "베를린 장벽" 재단은 서독과 동독의 옛 국경을 따라 희생자들을 추모하는 29개의 기념비를 세웠다. 3.6-미터 (11.8 ft) 크기의 주황색 기둥 외에도 여러 표지판이 장벽 희생자에 대한 정보를 제공한다. 자크로우에 로타르 헨니히를 위한 기념비가 계획되었으나, 헨니히가 전직 IM으로서 MfS를 위해 활동한 결과 회의적으로 여겨져 당분간 건설되지 않았다.

### 추모식
몇몇 단체는‍—‍대부분 협회나 개인 이니셔티브로‍—‍첫 사상자가 발생한 이래로 베를린에서 매년 추모식을 거행하고 있다. 이 추모식은 보통 베를린 장벽 건설 기념일에 열리며, 서베를린의 구청이나 상원 의사록에 의해 부분적으로 지원되었다. 그 결과, 매년 8월 13일 오후 8시 – 9시 사이에 침묵의 기도를 위한 "침묵의 시간"이 도입되었다. 1990년 8월 13일부터 베를린 연방주는 사망자들을 추모하고 있다. 이 행사는 매년 체크포인트 찰리 근처 치머슈트라세의 "페터 페흐터 십자가"에서 열린다. 이 외에도 독일 국내외의 다른 장소에서도 8월 13일에 많은 추모식과 베를린 장벽 반대 시위가 열린다. 베를린 장벽 붕괴를 기념하는 연례 추모식은 매년 미국 일리노이 주 유레카 칼리지(로널드 레이건 대통령의 모교)에서 11월 9일에 열린다.

## 사망에 대한 반응

### 동독
베를린 장벽에서의 치명적 무력 사용은 동독 국가의 국경 체제 정책의 필수적인 부분이었다. 그럼에도 불구하고 동독 정부는 국경 살인 사건이 바람직하지 않은 결과를 초래한다는 것을 잘 알고 있었다. 서독, 미국, 영국, 프랑스 당국은 살인 사건 발생 시 항의했으며, 그 결과 동독의 국제적 명성은 손상되었다. 이는 또한 동독 정부의 국내 지지를 약화시켰다.
동독의 비밀경찰인 슈타지는 살인 사건을 가능한 한 많이 은폐하는 정책을 채택했다. 1986년 11월 베를린 장벽에서 미하엘 비트너가 총에 맞아 사망한 사건의 경우, 슈타지 보고서는 "베를린(서독)과의 국경의 정치적 민감성으로 인해 사건을 은폐해야 했다. 사건에 대한 소문이 서베를린이나 서독으로 퍼지는 것을 막아야 했다"고 언급했다. 슈타지는 "시체 사건"과 국경을 넘으려다 부상을 입은 사람들을 슈타지 또는 경찰이 운영하는 병원으로 이송하여 회복시킨 후 슈타지 교도소로 이송하는 것을 담당했다. 슈타지는 또한 사망자와 그들의 소유물 처리에 대한 전적인 책임을 졌다. 시신은 친척에게 반환되지 않고 보통 바움슐렌베크 화장터에서 화장되었다. 때때로 화장 비용은 희생자들의 주머니에서 꺼낸 돈으로 충당되었다.
경찰관으로 위장한 슈타지 요원들은 "국경 침범에 대한 귀중한 정보"를 얻으려 시도한 후에야 친척들에게 통보했다. 사망 원인은 "자신이 초래한 국경 도발", "자신이 초래한 치명적인 사고" 또는 "국경 수로에서의 익사"로 진술되었다. 모든 국경 사망은 탈출 시도가 어떻게 이루어졌는지, 국경 시스템에 어떤 취약점이 있어 개선이 필요한지, 그리고 다른 누군가가 관련되었는지 파악하기 위해 상세히 조사되었다. 필요한 경우 가족, 친척, 친구, 동료, 이웃을 감시했다. 이러한 사건 이후 작성된 보고서는 동독 정치국 관련 위원에게 검토를 위해 보내졌다.

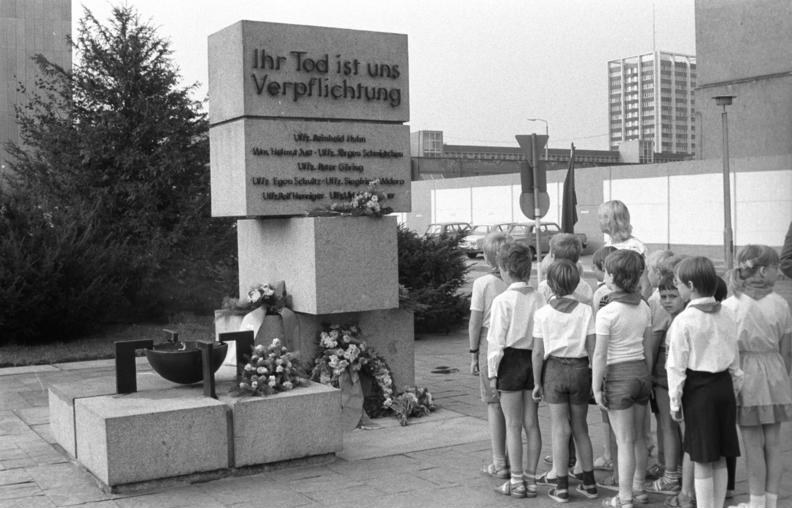
베를린 장벽에서 사망한 국경 수비대원들을 위한 동독 추모비, 1986년 8월. 장벽 붕괴 후 철거되었다.

은폐와 왜곡의 일반적인 규칙에 대한 한 가지 예외는 임무 중 사망한 국경 수비대원이었다. 대부분은 탈주자나 탈주 조력자에 의해 고의적으로 또는 우발적으로 살해되었다. 사망한 경비병들은 동독 정부 선전에서 영웅으로 칭송되었지만, 서독 대중 여론은 국경 수비대원 살해의 도덕성에 대해 분분했다. 일부는 탈주자가 국경을 넘는 과정에서 무력을 사용할 권리가 있다고 보았지만, (서베를린 법원에서 심리된 한 사건처럼) 다른 이들은 경비병의 생명이 탈주자의 자유보다 우선한다고 보았다.
그러나 은폐에 실패한 경우, 동독 언론은 슈타지와 독일 사회주의통일당의 엄격한 통제를 받았으며, 동독에서 두 번째로 큰 일간지인 노이에스 도이칠란트를 그들의 기관지로 사용했다. 자체 텔레비전 방송국을 통해 동독 정부는 텔레비전 방송에서 보여지는 콘텐츠를 통제하기도 했다. 동독 국경 부대의 행동은 합법적인 국경 방어로 묘사되었고, 탈출을 시도하다 사망한 사람들은 공식 성명과 국영 언론 보도에서 모두 비방되었다. 1962년, 동독 언론인 카를-에두아르트 폰 슈니츨러는 텔레비전 프로그램 데어 슈바르체 카날에서 페터 페흐터의 죽음에 대해 다음과 같이 논평했다. "제복을 입은 우리 용감한 소년들의 생명 하나하나가 우리에게는 법을 위반한 자의 생명보다 더 가치 있다. 국경에서 멀리 떨어져 있으면 피, 눈물, 비명을 아낄 수 있다." SED 신문 노이에스 도이칠란트는 페흐터가 "전선 도시 깡패"에 의해 자살로 몰렸고 동성애자라고 비난하기도 했다. 비슷한 방식으로 귄터 리트핀은 거짓으로 동성애자, 매춘부, 범죄자로 묘사되었다. 1966년, 베를리너 차이퉁은 에두아르트 브로블레프스키를 반사회적 인물이며 할레 지역에서 심각한 범죄를 저지른 외국 용병으로 수배 중이라고 묘사했다. 이러한 사례들은 언론 대표들이 살해된 탈주자들을 비방하기 위해 허위 주장을 만들어낸 것을 보여주는 대표적인 예시이다.

### 서독
사망 사건이 발생하자 베를린 하원과 시장은 사망자, 장벽, 동독 상황에 대한 분노를 표명했다. 일부 경우, 서베를린 상원은 관련 미국, 영국, 프랑스 당국에 소련 측에 항의할 것을 요청했다. 60년대 후반까지 서베를린 정치인들은 장벽을 지칭하기 위해 수치의 장벽("Schandmauer" 또는 "Mauer der Schande")과 같은 용어를 사용했다. 언론에 말할 때도 대표자들은 오해된 사건을 예시로 들며 동독 국가 기관을 비난했다. 루돌프 뮐러가 국경 수비대원 라인홀트 훈을 총으로 쏘고 직접 만든 터널을 통해 서쪽으로 도망쳤을 때, 당시 상원 대변인 에곤 바는 그에게 "어퍼컷"만 날렸다고 발표했다. 서방 언론도 이 오해를 받아들여 "방아쇠에 민감한 포포스(동독 인민 경찰을 지칭하는 구어체 독일어)가 자기 진지를 죽였다"는 제목을 사용했다. 다른 경우에는 언론이 장벽과 책임자들을 비난하기 위해 극단적인 언어를 사용한 기사를 게재했다. 귄터 리트핀 사망 후 "B.Z." 타블로이드지는 "울브리히트의 인간 사냥꾼들이 살인자가 되었다!"고 썼다. 프랑크푸르터 알게마이네는 경비병들의 "잔혹한 냉혈함"에 대해 논평했다.
서베를린에서 알려진 사례들은 대중 시위를 유발했다. 상원 의원들은 범죄 현장을 조사하고 언론 및 대중과 소통했다. 다양한 단체와 개인들은 장벽과 총격에 반대하는 시위 운동을 벌였다. 페터 페흐터가 대중 앞에서 아무도 도움을 줄 수 없이 피를 흘리며 죽었다는 사실은 자발적인 대규모 시위를 불러일으켰고, 이는 다음 날 밤 폭동으로 이어졌다. 서베를린 경찰과 미군 병사들은 베를린 장벽 습격을 막았다. 소련 군인들을 티어가르텐으로 실어 나르던 버스들은 시위자들에게 돌멩이를 맞았다. 이 사건은 또한 빌리 브란트가 비난한 반미 시위로 이어졌다. 이후 베를린 장벽에 확성기 차량이 간헐적으로 설치되어 동독 국경 수비대원들에게 난민에게 총을 쏘지 말고 가능한 결과에 대해 경고하도록 촉구했다. 총격 사건의 결과로 서독 그룹들은 유엔 인권 위원회에 불만을 제기했다. 비당파적인 Kuratorium Unteilbares Deutschland(분단할 수 없는 독일 위원회)는 국경 체제와 그 결과에 반대하는 시위 포스터와 라펠 핀을 서독 전역에 판매했다. 처음에 서베를린 규제 당국은 동독 국경 수비대원에게 총격을 받을 경우 탈주자들에게 엄호 사격을 가했다. 이로 인해 1962년 5월 23일, 국경 수비대원 페터 괴링이 도망치는 소년에게 44발을 발사하다 서베를린 경찰관에게 총에 맞아 사망하는 치명적인 사건이 발생했다.
1991년 베를린 검찰청은 이 사건을 응급 상황 및 정당 방위 지원으로 처리했으며, 경찰관은 자신의 생명이 위협받는다고 느꼈다고 진술했다. 많은 경우 서베를린 구조대원들은 부상당한 사람들에게 접근할 수 없었는데, 그들이 동독 영토에 있거나 동베를린에 있었기 때문이다. 그들은 이 영토에 발을 들여놓을 권한이 없었으므로, 무단 침입은 구조대원들에게 생명의 위협이 되었을 것이다. 1972년에서 1975년 사이에 그뢰벤 강변의 슈프레에 빠진 네 명의 어린이 체틴 메르트, 젠가베르 카트란치, 지크프리트 크로봇, 주세페 사보카는 서베를린 구조대가 신속하게 현장에 도착했음에도 불구하고 구조되지 못했다. 1983년 4월, 통과 승객 루돌프 부르케르트는 데르비츠 국경 검문소에서 심문을 받던 중 심장마비로 사망했다. 서독에서 실시된 부검에서 여러 외부 부상이 발견되어 외부의 강한 충격이 사망 원인으로 배제될 수 없었다. 이 치명적인 사건은 부정적인 언론 보도뿐만 아니라 헬무트 콜과 프란츠 요제프 슈트라우스의 개입으로 이어졌다. 그들은 동독에 대한 임박한 공공 부문 대출에 대해 인도적인 국경 통제를 실시해야 한다는 조건을 부과했다. 부르케르트 사망 직후 발생한 통과 교통에서 서독인 두 명의 추가 사망은 동독 정권에 대한 시위와 광범위한 미디어 논쟁을 촉발시켰다. 이후 통과 교통에서의 검사는 감소했다.

### 서방 연합군
사망 사건이 공개되자 서방 연합군은 소련 정부에 항의했다. 알려진 많은 사례에서 서방 연합군은 도움 요청에 반응하지 않았다. 페터 페흐터의 경우, 현지 미군 병사들은 유니폼을 착용했을 때 연합군 병력이 국경을 넘어 동베를린으로 들어가는 것이 허용되었음에도 불구하고 국경을 넘을 수 없다고 진술했다. 당시 시장이었던 앨버트 왓슨 소장은 명확한 명령을 받지 못한 채 백악관의 상사에게 연락했다. 왓슨은 "이것은 제가 어떤 명령도 받지 못한 사건입니다"라고 말했다. 케네디 대통령은 이 문제에 대해 우려하며 보안 보좌관 맥조지 번디를 시장에게 파견하여 그러한 사건에 대한 예방 조치를 요구했다. 이미 1962년 예정된 방문을 위해 베를린에 머물고 있던 번디는 이 문제에 대해 대통령이 그를 지지할 의향이 있음을 빌리 브란트에게 알렸다. 그러나 그는 브란트와 아데나워에게 미국의 지원은 장벽에서 끝날 것이며, 장벽을 제거하려는 노력은 없을 것이라고 분명히 했다. 페흐터 사망 10일 후, 콘라트 아데나워는 프랑스 대통령 샤를 드골에게 연락하여 그를 통해 니키타 흐루쇼프에게 편지를 보내도록 요청했다. 드골은 협력을 제안했다. 빌리 브란트의 개입으로 4개 도시 사령관은 서방 연합군의 군사 구급차가 이제 국경 지대에서 부상당한 사람들을 태워 동베를린 병원으로 이송할 수 있다는 데 합의했다.

## 법적 소송
베를린 장벽에서의 살인 사건에 연루된 많은 사람들이 여러 법적 절차에서 조사를 받았다. 재판에서는 국경 수비대원과 고위 정치 관리들의 살인에 대한 책임이 조사되었으며, 일부는 불법적인 것으로 여겨졌다.
국방 위원회, 즉 베를린 장벽 관련 정책을 담당했던 정치 단체와 독일 사회주의통일당 (SED) 회원들은 1990년대에 법정에 섰다. 1997년, 1989년에 동독의 마지막 공산주의 지도자가 되었던 에곤 크렌츠는 베를린 장벽을 넘으려다 총에 맞아 사망한 독일인 4명에 대한 고살 혐의로 징역 6년 6개월을 선고받았다. 징역형을 선고받은 다른 사람들은 당시 국방부 장관 하인츠 케슬러, 그의 부관 프리츠 슈트렐레츠, 귄터 샤보프스키 그리고 귄터 클라이버이다.
2009년 11월 케슬러와의 인터뷰에서 그는 장벽이 제거되어서는 안 되었다고 믿는다는 것을 보여주었다.
동독인들이 서쪽으로 도망치려다 총에 맞아 사망한 것은 유감스러운 일이지만, 베를린 장벽은 유용한 목적에 기여했다. 그것은 두 블록 간의 양극화를 심화시켰지만, 관계에 일정한 안정성을 주기도 했다. 장벽이 서 있는 동안에는 평화가 있었다. 오늘날에는 불타지 않는 곳이 거의 없다. 동독에 가본 적이 있는가? 아름다운 나라였다!
국방 위원회의 다른 주요 구성원인 의장 에리히 호네커와 슈타지 지도자 에리히 밀케도 조사를 받았다. 그러나 재판 중 두 사람은 중병에 걸렸고 법원은 논란의 여지가 있는 결정을 내려 사건을 기각했다. 호네커는 1994년에 사망했고, 1931년 경찰관 두 명의 살해 혐의로 한동안 감옥 생활을 했던 밀케는 2000년에 사망했다.
많은 경비원들도 그들의 행동에 대해 조사를 받았으며, 최종 사건은 2004년 2월 12일에 종결되었다. 일부 사례에서는 어떤 경비원이 치명적인 총격을 가했는지 식별할 증거가 불충분하여 기소할 수 없었다. 다른 경비원들은 총격 사건에서의 역할로 집행유예를 선고받았다. 가장 가혹한 형량은 발터 키텔을 총으로 쏜 경비원의 경우였다. 그는 과실치사 혐의로 징역 6년을 선고받았으나, 나중에 키텔이 항복하려 한 후에도 총을 쏜 사실 때문에 살인 혐의로 징역 10년으로 늘어났다. 많은 경비원들은 살인에 대해 모범 국경 근무 메달이나 다른 상을 받았던 자들이었다.

## 같이 보기
- 공화국탈주
- 베를린의 역사
- 더 터널 (NBC 다큐멘터리)
- 화해 예배당